# Histoire des Juifs en Autriche

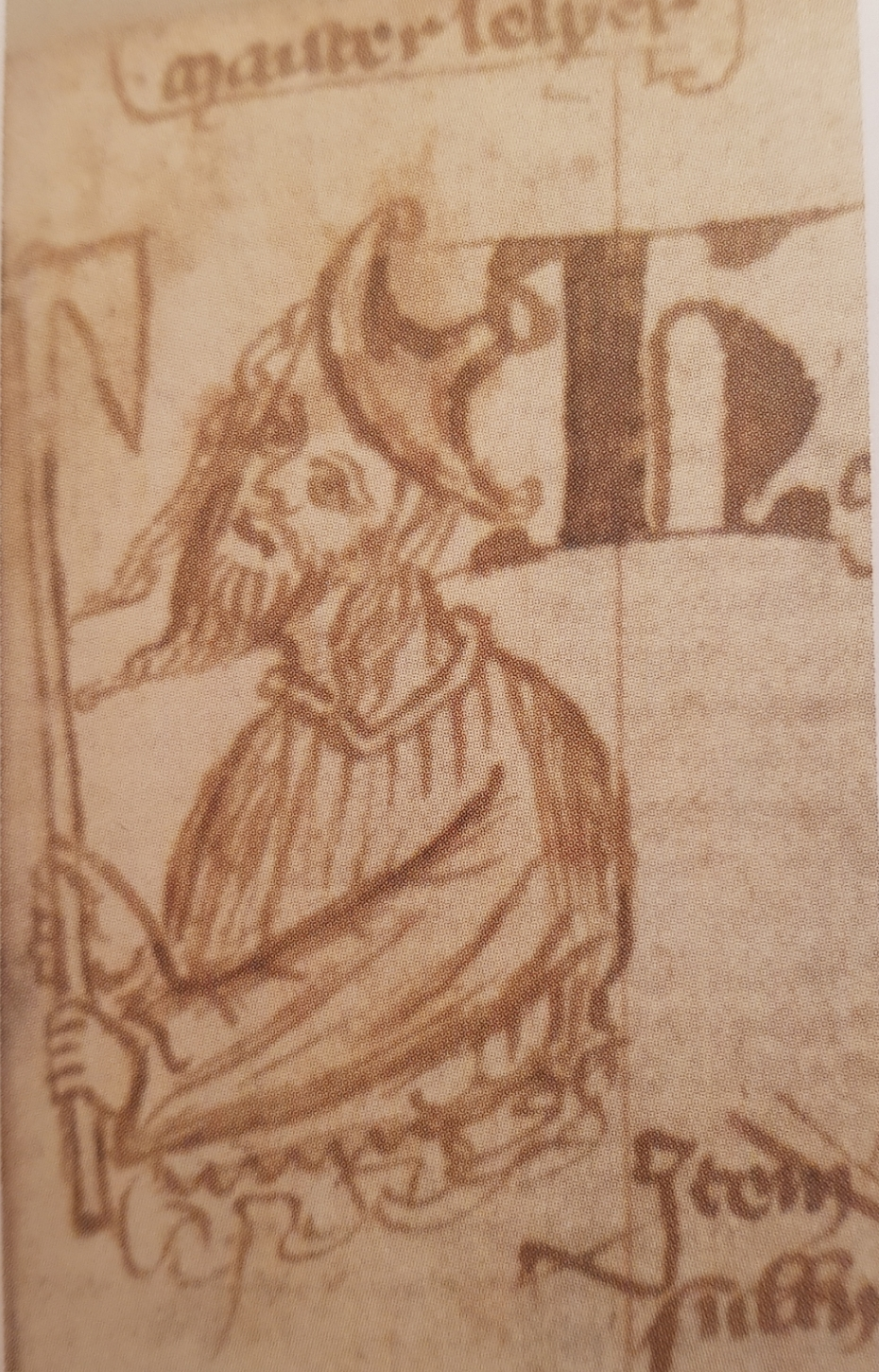
Représentation du maître juif viennois Lesir dans le livre juif de la Scheffstrasse (1389-1420)

L'histoire des Juifs en Autriche est inséparable de l'empire d'Autriche jusqu'au XXe siècle puis des persécutions nazies à partir des années 1930. 

## De la naissance des communautés juives à 1918
Les premiers Juifs de passage ont pu accompagner la présence romaine (commerce, armée, administration), pas au point que des communautés s'établissement durablement et laissent des traces de leur présence.
Certains historiens forment l'hypothèse que les légions romaines auraient ramené dans la région des prisonniers de la première guerre judéo-romaine (66-73).

### XIIe-XVesiècle

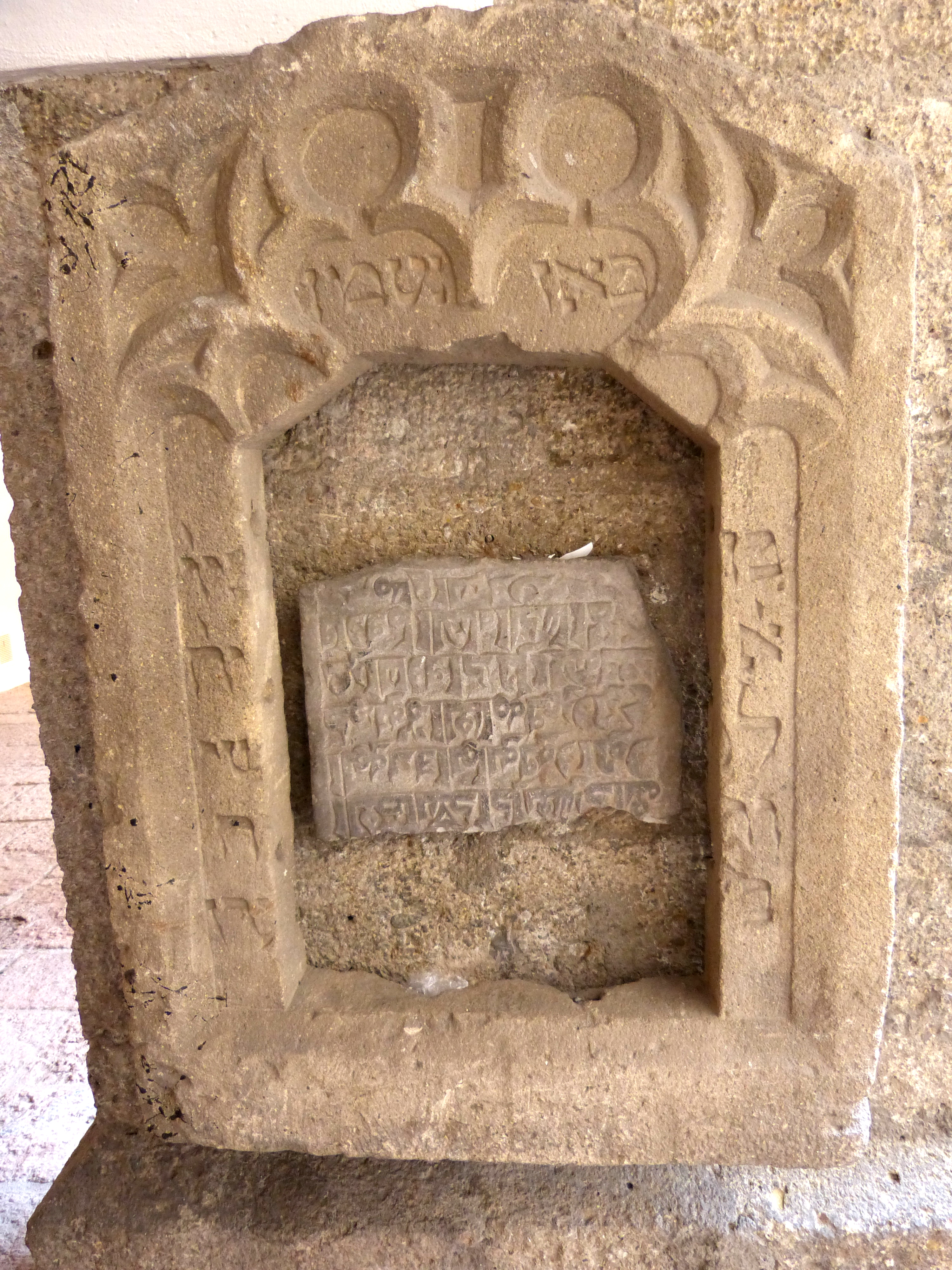
Fragment d'un ancienne pierre tombale de Salzbourg

Un document du Xe siècle détermine l'égalité des droits entre les marchands juifs et chrétiens du Danube, ce qui implique une présence juive et une importance commerciale reconnues. 
Les premières communautés juives semblent s'être installées au milieu du XIIe siècle, avec un responsable ou shtadlan.
La fin de ce siècle amène des colons juifs de Bavière et de Rhénanie.
L'Autriche devient un centre culturel juif au cours du XIIIe siècle. La première mention d'une synagogue (en pierre) de la Judenplatz date de 1204, en complément (ou remplacement) de deux synagogues plus anciennes en bois.
Frédéric II (empereur du Saint-Empire) (1194-1250), considérant que la communauté juive constitue un groupe ethnique et religieux distinct de ses sujets chrétiens, publie en 1244 une charte des droits des Juifs, dans tous ses États, qui les écarte de certains emplois (éducation, entreprise), mais les incite à travailler dans le prêt d'argent, facilite l'immigration, et accorde des droits de justice et de perception d'impôts. Les sages de Vienne instituent une école rabbinique réputée.
La jalousie des populations chrétiennes et l'hostilité de l'église catholique s'opposent à cette émergence, dans une atmosphère souvent nettement antisémite (antijudaïsme à l'époque) : animosité, ségrégation, tensions, blocage de recouvrement de dettes, annulation de dettes.

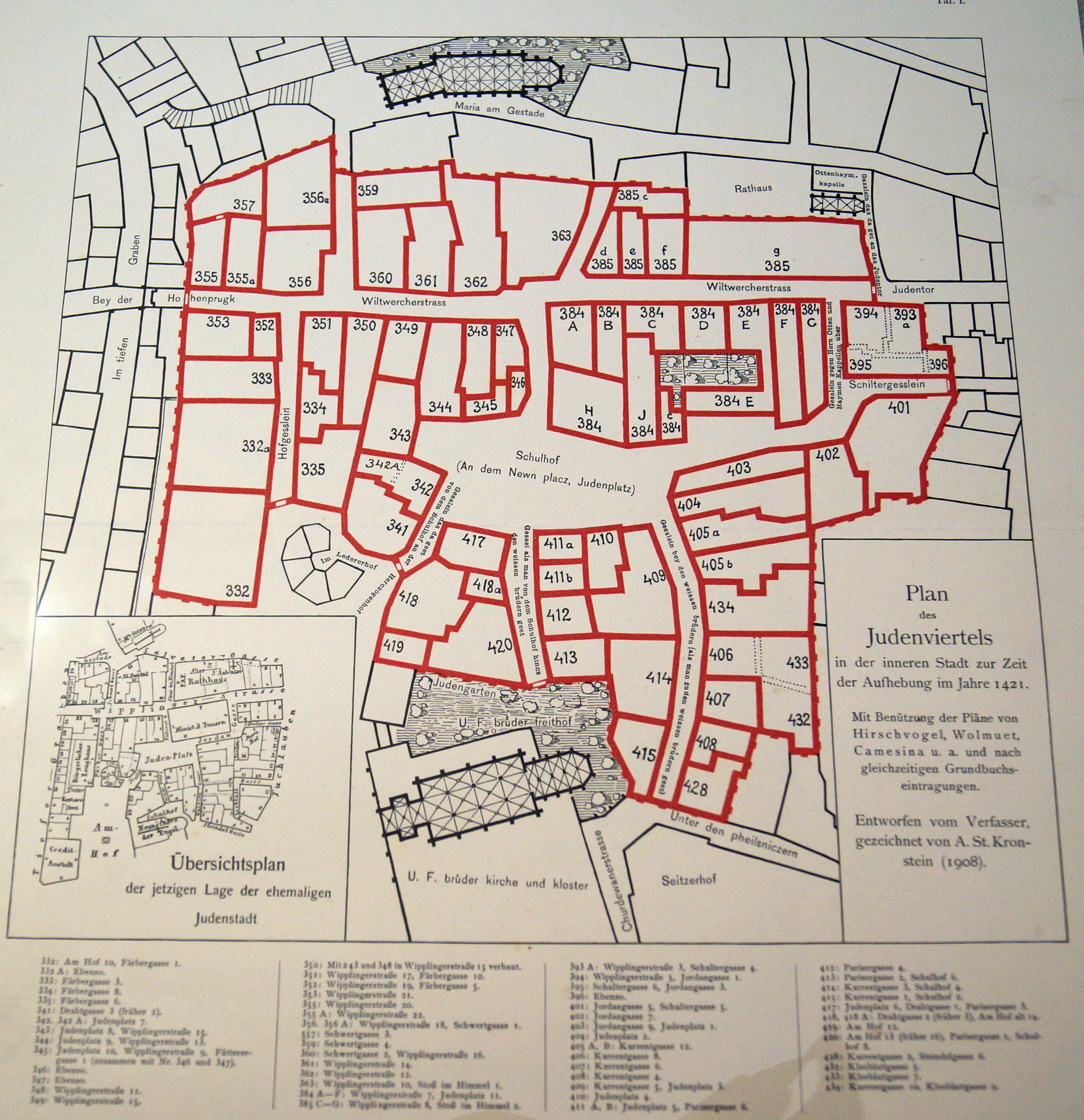
Plan du quartier juif de Vienne au moment de son abolition, en 1421

Au XIIIe siècle, les réglementations antijuives souhaitées par l'église sont proposées et la ségrégation sociale et spatiale des Juifs est exigée. Les Juifs devaient désormais porter un chapeau juif, n'étaient pas autorisés à visiter les bains ou les tavernes chrétiens, détenir des serviteurs chrétiens ou utiliser les services publics. Pour les rapports sexuels entre un juif et un chrétien, pour manger et boire ensemble, pour célébrer des fêtes juives ou des mariages juifs ou pour acheter de la nourriture à des Juifs, les chrétiens étaient sévèrement punis jusqu'à l'excommunication incluse. De plus, les Juifs n'étaient pas autorisés à construire de nouvelles synagogues ou à renouveler, agrandir ou agrandir les anciennes. Ces dispositions donnent un aperçu des relations des Juifs avec leurs voisins chrétiens ; apparemment, il y avait des contacts et des relations sociales bien entretenus au quotidien. Bien que ces résolutions ne soient pas des dispositions légales, mais plutôt des lignes directrices pour la politique juive dans l'Est et le Nord germanophones, elles ont néanmoins marqué un tournant dans l'histoire de la communauté juive et de ses relations avec ses voisins. De nombreux exemples montrent clairement que l'hostilité entre chrétiens et juifs n'était pas présente à l'origine, mais a été délibérément intégrée dans la société par le clergé. 

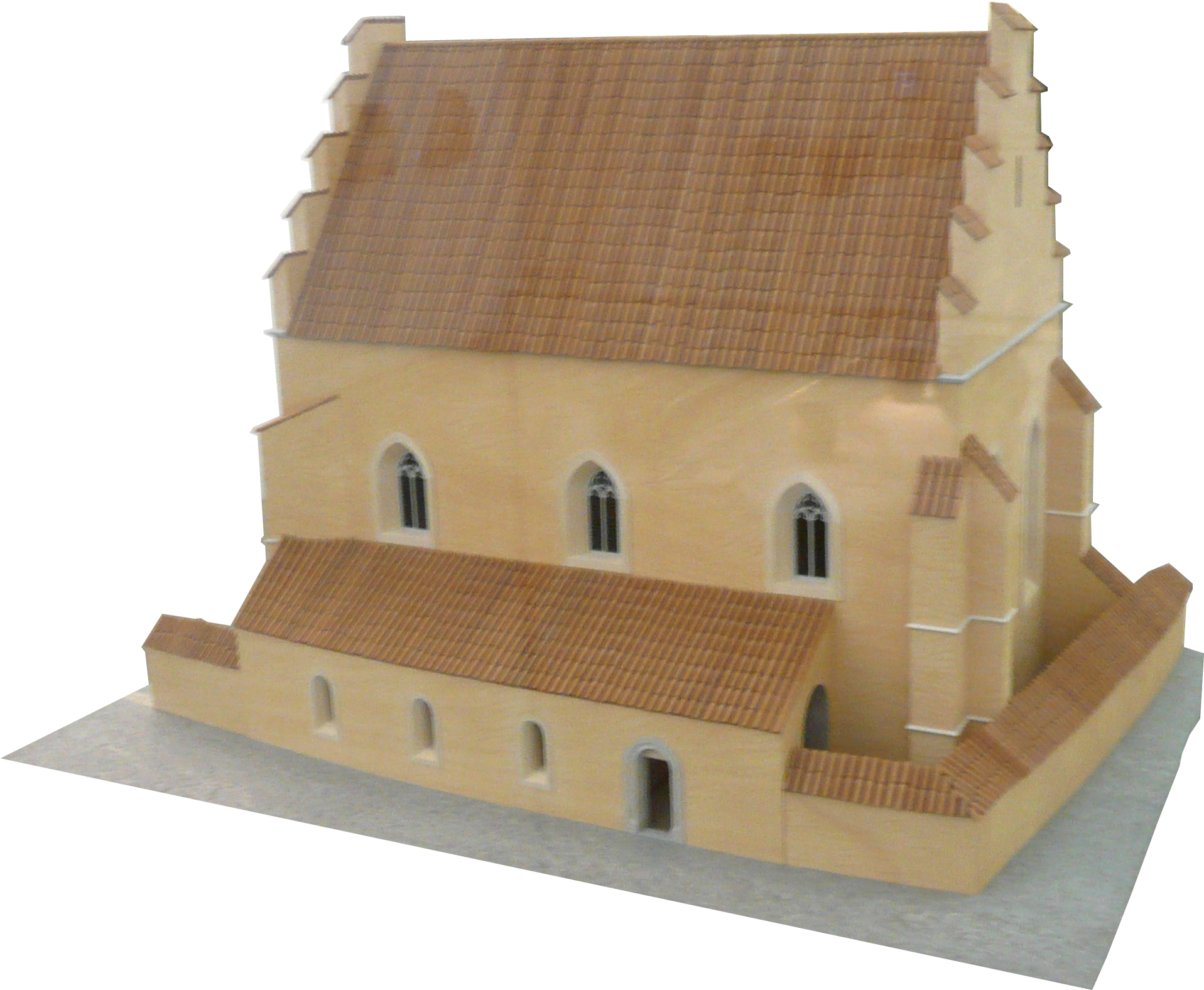
Maquette de reconstruction de la synagogue médiévale de l'actuelle Judenplatz de Vienne. Etat après 1406. Echelle 1:25

Le Wiener Gesera (de) (Vienna Geserah, 1420-1421) est l'extermination programmée de la communauté juive ( Vienne, Krems, et quinze autres communautés) par l'archiduc d'Autriche (Habsbourg), et futur empereur Albert II du Saint-Empire, à l'époque des guerres hussites : arrestation, emprisonnement, expulsion (en bateau sur le Danube), conversion forcée (condamnée par le pape Martin V), bannissement éternel, exécution (au bûcher), confiscations, destruction du ghetto et de la synagogue, le tout basé sur accusation de profanation d'hostie.
Cette politique se poursuit en Moravie, pas en Styrie (par protection du duc Ernst), puis par Ladislaus Postumus en Moravie et en Silésie.
Pour mémoire, la deuxième pandémie de peste frappe l'Europe à partir de 1347 (peste noire), et demeure active jusque vers 1800 : elle atteint la région à plusieurs reprises dont en 1424.
Les premières expulsions remontent au XIVe siècle. D'autres ont lieu par la suite comme celle de 1669. 
Ferdinand Ier (empereur du Saint-Empire) (1503-1564) s'oppose aux persécutions contre les Juifs, mais exige des impôts excessifs, et le port de marque distinctive infâmante.
Sous Léopold Ier (empereur du Saint-Empire) (1655-1705), par un Familiantengesetze (de), seul le premier fils d'une famille juive est autorisé à se marier et à procréer.
- Isaac ben Moses of Vienna (en) (1200-1270)

### XVIe-XVIIIesiècle
La communauté juive de Vienne se développe à nouveau à la fin du XVIe siècle en vieille ville. 
Elle est transférée dans le Bas-Werd sur ordre de Ferdinand II en 1624.
Ferdinand Ier (empereur du Saint-Empire) (1503-1564) s'oppose à la persécutions contre les Juifs, mais exige des impôts excessifs, et le port de marque distinctive infâmante.
En 1625, un ghetto est créé à l'« Untere Werd » pour débarrasser l'Innere Stadt des Juifs.
Le territoire obtient son surnom d'« île de Matza », du fait que les boulangers y fabriquent ce pain azyme à pâte non levée pour les jours de fête juive.
Les affaires pénales se multiplient dont le cas du rabbin Chazzim d'Engelberg (Bohême). En 1636, il se convertit au christianisme et change son nom en Ferdinand Franz Engelberger. En tant que missionnaire chrétien auprès des Juifs, il était moins connu que pour son acte criminel. Lui et deux compagnons juifs ont essayé de voler le trésor impérial. Ils sont attrapés et Chazzim-Ferdinand devrait être pendu. Immédiatement avant l'exécution, il révoque sa confession chrétienne dont il avait témoigné en communion peu de temps auparavant, et s'accuse d'avoir profané l'hostie.. Son exécution est interrompue et des Viennois non juifs commencent à tuer les nombreux spectateurs juifs parmi les curieux et à piller leurs maisons. La milice doit intervenir pour calmer la situation. Le 26 août 1642, Engelberger est torturé sur quatre places principales différentes, puis mutilé et rôti vivant, peu de temps avant d'être brûlé sur un bûcher. 
Sous Léopold Ier (empereur du Saint-Empire) (1655-1705), seul le premier fils d'une famille juive est autorisé à se marier et à procréer.
| Année   | Nombre de familles | Nombre de personnes |
| ------- | ------------------ | ------------------- |
| 1571    | 7                  | 40                  |
| 1582    | 7-10               | 40-60               |
| 1599    | 35                 | 200                 |
| 1601    | 14                 | 78                  |
| 1614    | 45                 | 270                 |
| 1615    | 50                 | 300                 |
| 1632    | 120                | 780                 |
| 1650-60 |                    | 1 250 à 1 500       |
| 1670    |                    | 2 000 à 3 000       |

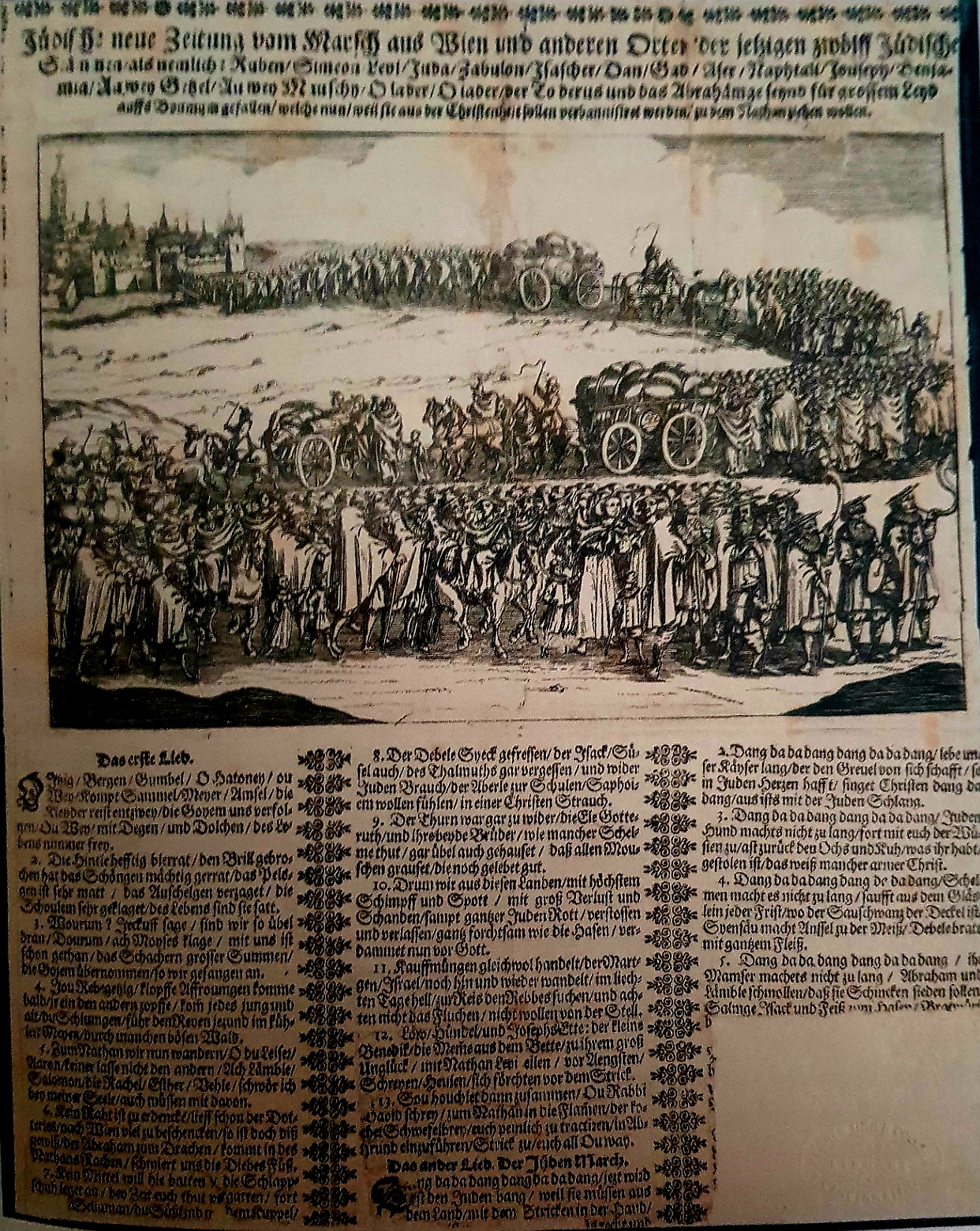
Dépliant illustrant l'expulsion des Juifs de vienne, probablement vers1670

La communauté est à nouveau expulsée en 1669-1670, après quoi la colonie est renommée Leopoldstadt.
L'Expulsion des Juifs de Vienne en 1670 (de) serait liée à la Grande peste de Vienne (1678-1679) (Colonne de la peste (Vienne)), le prédicateur Abraham a Sancta Clara en attribuant la responsabilité aux Juifs et aux sorcières.
L'expulsion plus globalement d'Autriche, en petite minorité à Berlin, et plutôt au Burgenland (où ils vivent sous la protection de Paul Ier Esterházy), pose vite problème aux chrétiens : baisse de recettes fiscales, désorganisation des foires et marchés dans tout le pays.
Dès 1673, les Juifs reviennent progressivement s'installer à nouveau, en Autriche et à Vienne, sans empêcher plusieurs répressions.

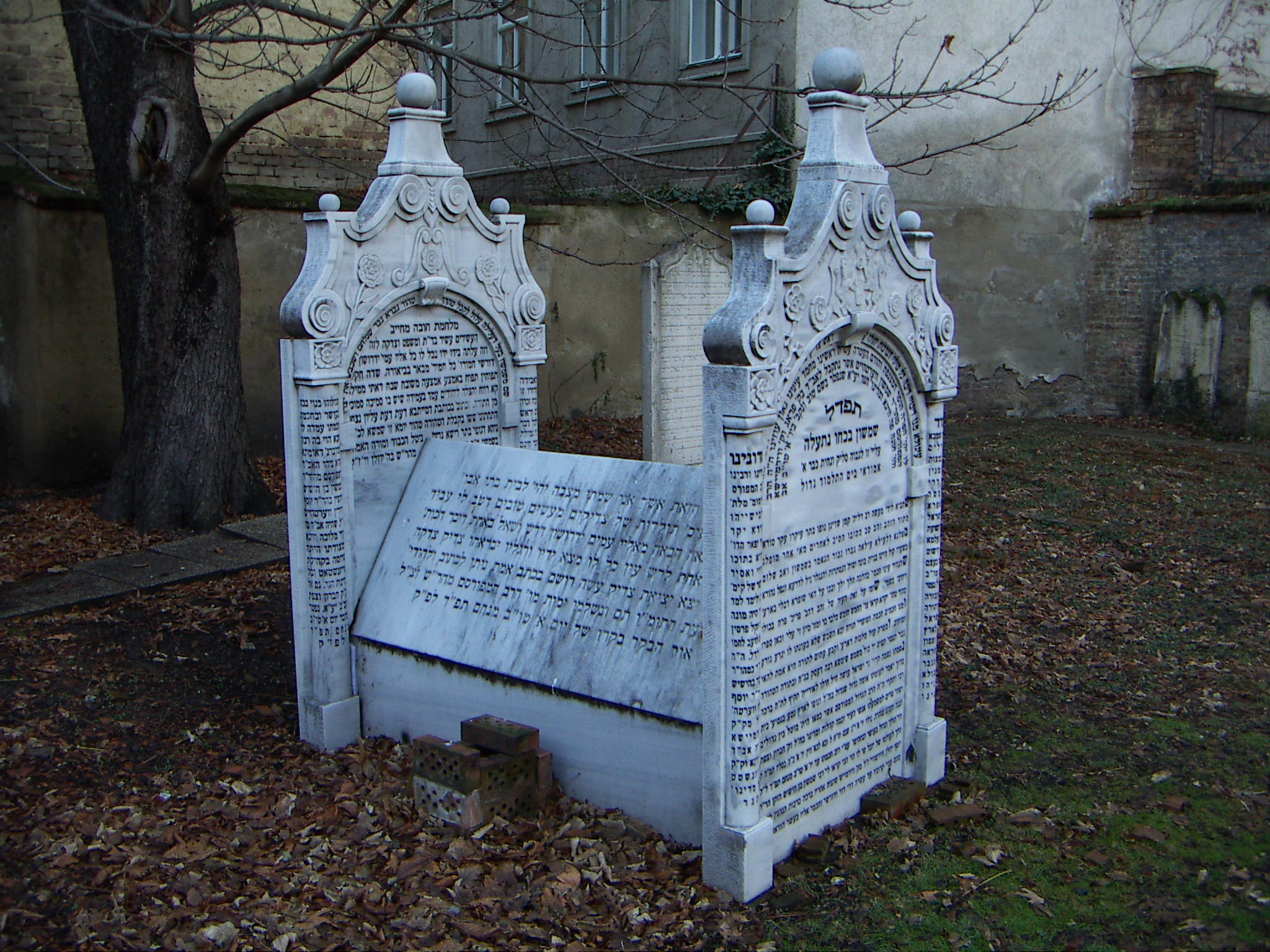
Tombe de Samson Wertheimer mort le 6 août 1724, cimetière de Rossau

Les Juifs de cour, dont Samuel Oppenheimer (1630-1703), ne sont pas directement concernés. Son neveu, le rabbin Samson Wertheimer (1658-1724), qui avait été appelé à Vienne de Worms, est nommé facteur de cour et devient  Shtadlan de l'empereur Léopold Ier. Il reçoit immédiatement une lettre de protection avec une garantie de libre pratique religieuse et de libre séjour. A Vienne, cependant, il ne peut travailler comme rabbin mais se rend à Eisenstadt à cet effet, à l'invitation de Paul Ier, le prince Esterházy, pour ranimer la vie juive. La position d'Oppenheimer et de Wertheimer restait liée à leurs talents personnels et à leur personnalité, car leurs fils rencontreront des difficultés à sauver l'héritage et à lutter contre le déclin des maisons.
Le smyrniote Sabbataï Tsevi (1626-1676) se fait passer pour le Messie, et inspire la secte des Sabbatéens puis du Frankisme, et préconise le retour à la Terre sainte pour y rétablir le Royaume d'Israël.
La situation de la communauté ne s'améliore pas avec Marie-Thérèse d'Autriche (1717-1780) ; en 1772, lors de l'annexion de la Galicie, principauté transformée en Royaume de Galicie et de Lodomérie (1772-1918), elle annule l'autonomie et réglemente les droits de la communauté. 

Cette position anti-juive s'est poursuivie sous son règne. Il y a de nouvelles pressions à travers des ordonnances juives plus strictes en 1753 et 1764. Néanmoins, le facteur de la cour juif, baron marrane, (en) Diego d'Aguilar (1699-1759) travaille à Vienne et finance de grands projets. En 1742, il prête à la cour 300 000 florins pour que Marie-Thérèse puisse agrandir le château de Schönbrunn. Il est également considéré comme l'un des fondateurs de la communauté séfarade de Vienne. En 1777, quelques années avant sa mort, le monarque écrit pourtant :
« À l' avenir, je ne devrais permettre à aucun Juif, comme on les appelle, d'être ici sans ma permission écrite. Je ne connais pas de pire fléau de l'État que cette nation, à cause de la fraude, de l'usure et des contrats d'argent, amenant les gens au statut de mendiant, se livrant à tous les actes mauvais qu'un autre honnête homme déteste ... »

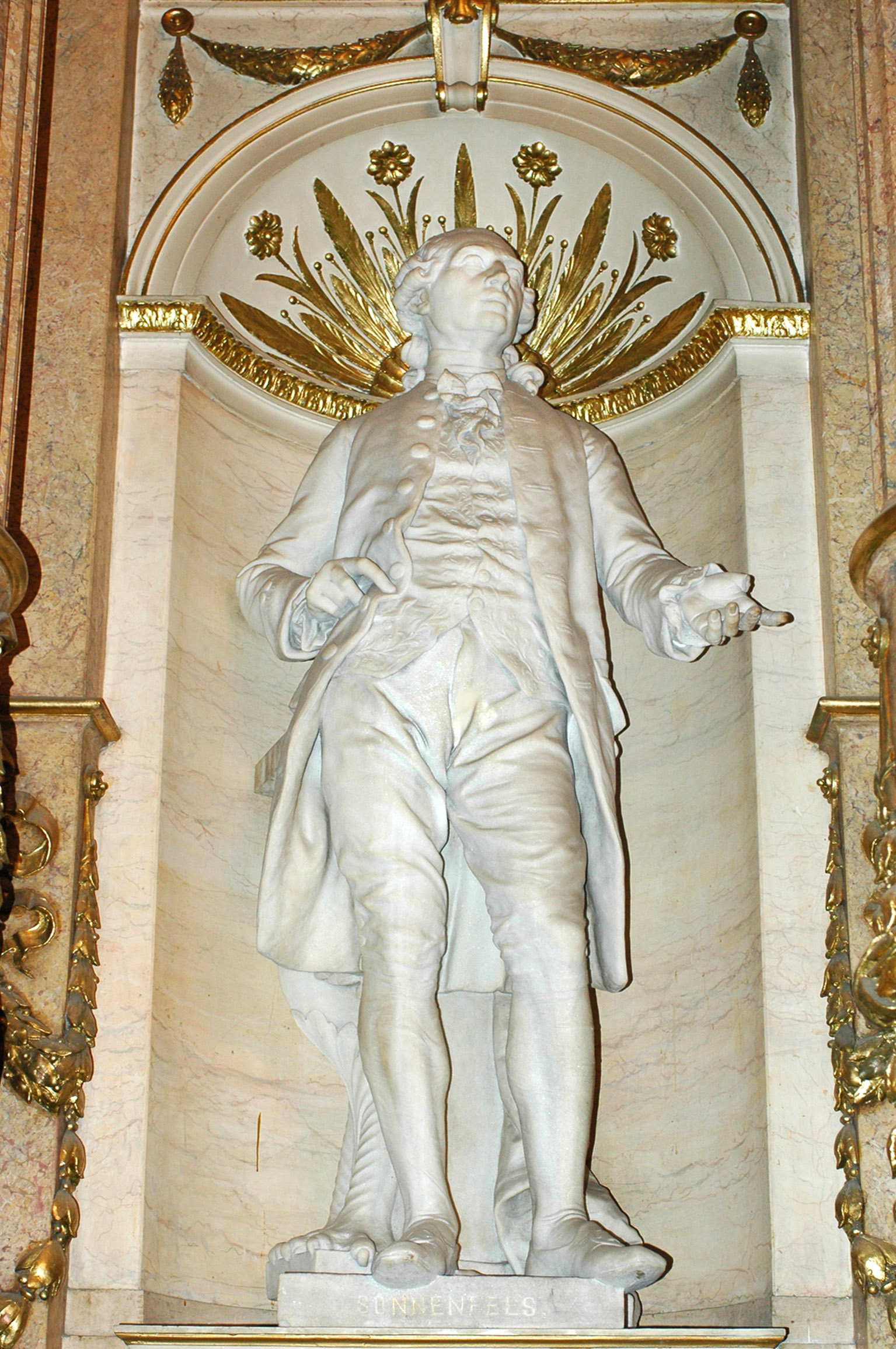
Le converti Joseph von Sonnenfels (1733-1817), a travaillé, entre autres, comme censeur de théâtre. Sa statue-portrait se situe dans le vestibule du Burgtheater de Vienne.

À cette époque, les Juifs n'ont audience que derrière un paravent. Lorsque l'empereur François Ier, son mari, achète Göding en Moravie en 1762, les Juifs qui y vivent doivent quitter les lieux car Marie-Thérèse ne les tolérerait pas. Néanmoins, les communautés juives de la monarchie ont clairement manifesté leur loyauté envers leur monarque. En octobre 1752, 452 Juifs vivent sous la protection de lettres de protection accordées à 12 chefs de famille. 
Des facteurs et des agents de la cour tels que Franz Anton von Sonnenfels (frère de Joseph von Sonnenfels), Adam Isaak von Arnstein (1721-1785) ou Abraham Wetzlar (1715-1799) ont travaillé sous Marie-Thérèse .
De nombreux Juifs de cour sont restés fidèles aux lois traditionnelles du judaïsme. Cependant, de nombreux descendants des familles juives de la cour sont baptisés, comme Abraham Wetzlar dont le fils Raymund Wetzlar est devenu un ami de Mozart et est ainsi devenu le parrain du fils du compositeur qui porte son nom, Raymund. Le père de Joseph von Sonnenfels, Lipman Perlin a été baptisé comme son fils. En tant qu'éducateur, il a milité pour l'abolition de la torture et de la peine de mort et a également introduit l'éclairage public à Vienne. Sous l'influence de la Haskala, de l'émancipation et des Lumières, les conversions au christianisme se multiplient.
Le fils de Marie-Thérèse, Joseph II (empereur du Saint-Empire) (1741-1790), vise une intégration de la communauté, crée des écoles gouvernementales à la destination des Juifs, et impose l'enrôlement dans l'armée impériale.
En 1781 est signé l'Édit de tolérance par l'empereur Joseph II, qui garantit la liberté de religion à tous les sujets catholiques et protestants (et serbes-orthodoxes) de l'Empire des Habsbourg, et leur égalité d'accès à la vie publique (emplois publics, université, corps de métier…). 
La non inclusion des chrétiens orthodoxes et des Juifs est ensuite corrigée par d'autres édits. 

L'objectif principal du brevet de tolérance est probablement d'augmenter les avantages économiques et économiques des Juifs. Dans une résolution du 1er octobre 1781, l'empereur déclare qu'il n'avait pas l'intention de :
« Étendre davantage la nation juive dans les terres héréditaires ou la réintroduire là où elle n'est pas tolérée, mais seulement pour la rendre utile à l'État où elle se trouve et dans la mesure où elle existe comme tolérée ». 
L'Édit de tolérance de 1782 (en) accorde les mêmes droits à la population juive, mais avec une forte restriction de l'immigration, et l'obligation de remplacer par l'allemand le yiddish et l'hébreu (pour tout texte, y compris d'enseignement).

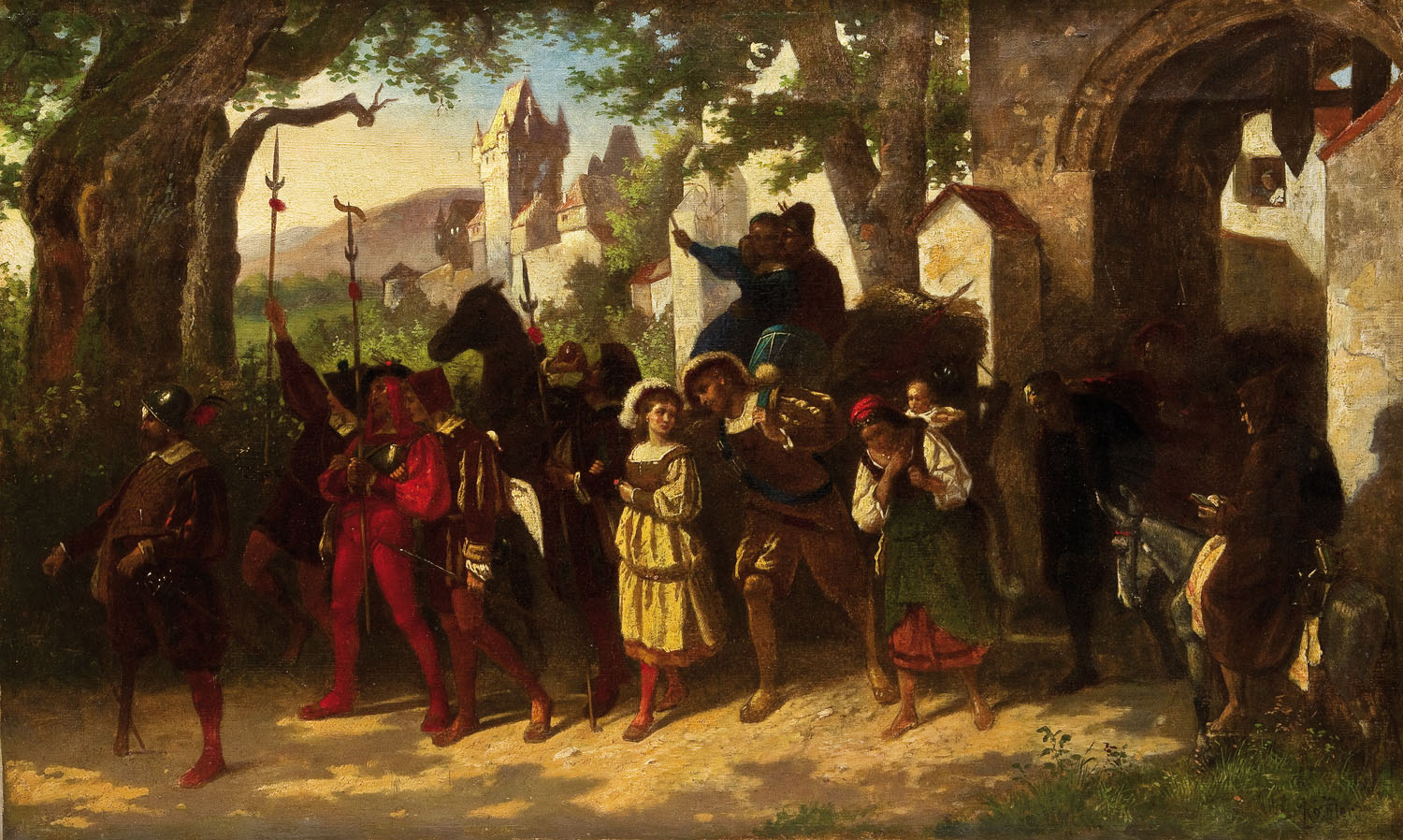
Expulsion des Juifs, Rößler,

La position morale des Juifs change soudainement. Tous les insignes ou costumes humiliants et honteux sont abolis, de même que l'interdiction de sortir le dimanche matin. Visiter des auberges publiques, des bars et vivre dans tous les quartiers (à Vienne) et garder des serviteurs chrétiens est autorisé. Les académies d'art et les collèges s'ouvrent aux Juifs, et le péage corporel pour les Juifs est aboli. Ce dernier apportait toujours beaucoup de mécontentement ; les Juifs étrangers qui venaient à Vienne étaient traités sur un pied d'égalité avec le bétail et devaient payer une redevance pour eux-mêmes. Mais surtout, les réglementations qui entravaient les Juifs sur le plan économique sont abrogées, ce qui apporte des avantages significatifs aux Juifs dans le commerce. Pour la première fois depuis l'introduction de telles lois au Haut Moyen Âge, les Juifs ont la liberté de choisir les industries et les branches du commerce. De plus, comme sous Marie-Thérèse, ils sont invités à créer des manufactures et des usines.
Bien que la situation des Juifs se soit beaucoup améliorée, les brevets de tolérance les choses plus difficiles. Les Juifs en sont toujours pas autorisés à posséder des terres ou à rédiger des documents en hébreu ou en yiddish. De plus, leurs écoles récemment autorisées doivent enseigner l'allemand ou le hongrois, ce qui était le cas des Maskilim. Des Juifs y voient une occasion de réaliser leurs désirs d'éducation. Dans le cadre des brevets de tolérance, les Juifs de tous les pays héréditaires et parties de la monarchie doivent choisir des noms de famille fixes le 23 juillet 1787 car jusqu'alors, les Juifs n'avaient que des prénoms auxquels le nom du père était ajouté. Ces nouveaux noms de famille devaient être rapidement soumis au magistrat compétent, accompagnés d'un certificat d'un rabbin, mais comme aucun rabbin n'était autorisé à travailler à Vienne, par exemple, deux membres des familles Wertheimer et  Leidersdorfer endossent ce rôle. Néanmoins, des noms de famille discriminatoires sont parfois attribués par des fonctionnaires anti-juifs, tels que « Mauskopf » ou « Schnarch ». Le joséphisme est la version autrichienne du despotisme éclairé.

### XIXesiècle

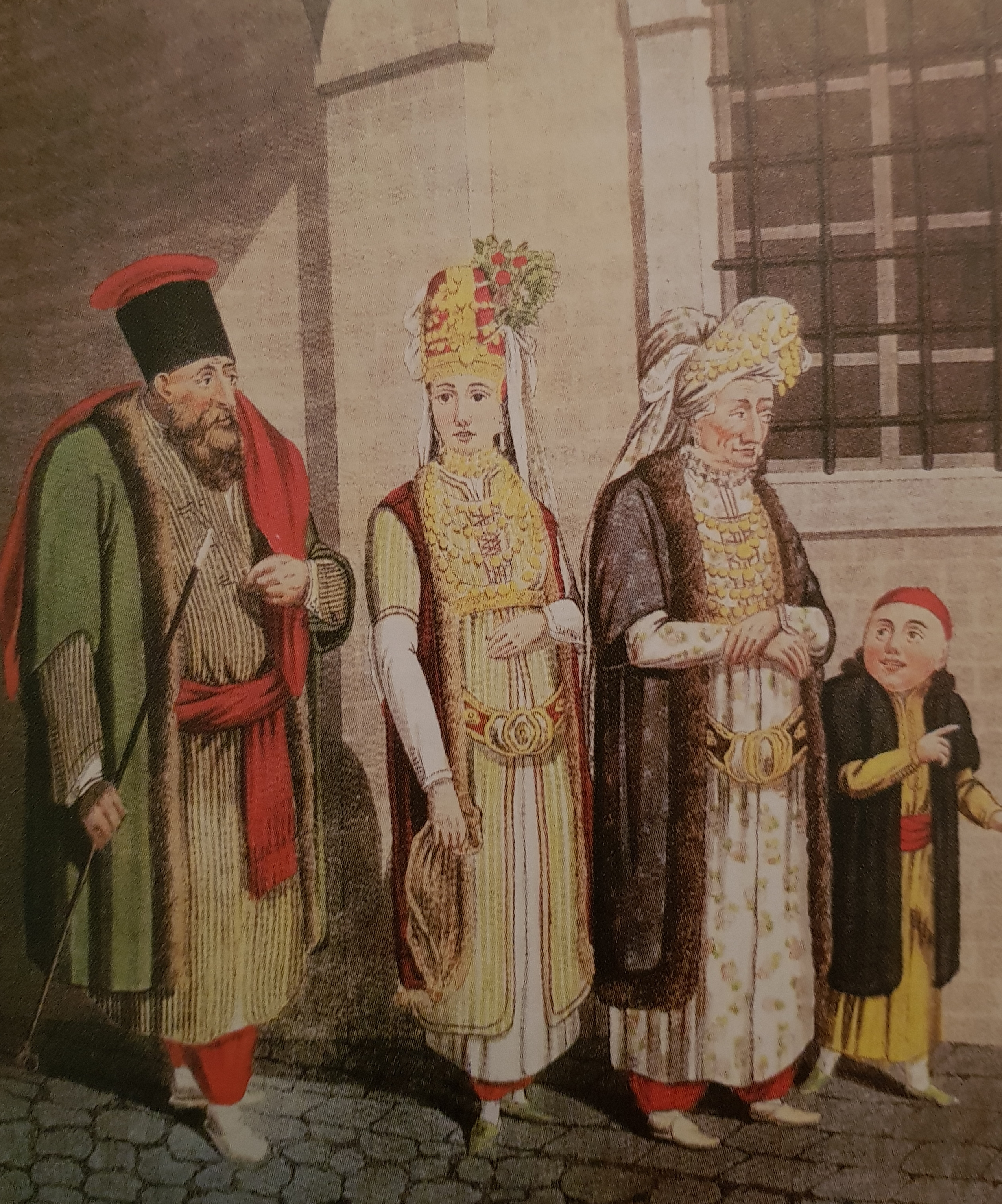
Famille turco-juive à Vienne vers 1815

La Haskala, mouvement juif progressiste, inspiré du mouvement des Lumières, et le judaïsme réformé se développent dans les années 1750-1880 : universalisme, idéal d'acculturation.
Lors de la Révolution de mars 1848, les universitaires engagés dans la libéralisme comptent parmi eux de nombreux Juifs instruits, tels Adolf Fischhof ou Ludwig August Frankl dont le poème Die Universität, est devenu la chanson révolutionnaire la plus célèbre. De nombreux juifs se sont battus avec les chrétiens sur les barricades.

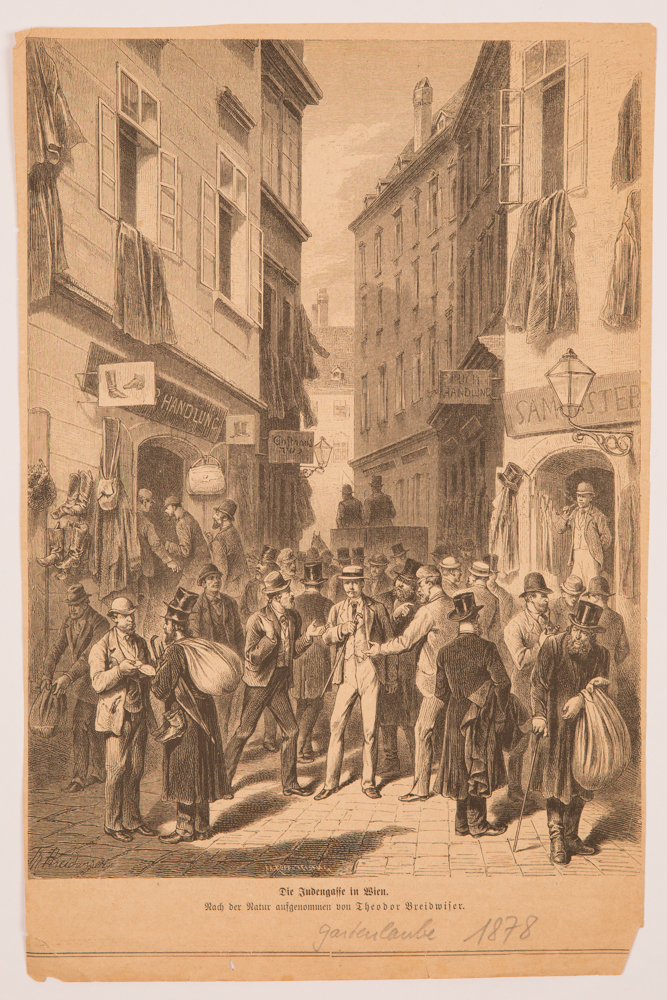
Carte postale représentant la Judengasse de Vienne, 1878

Cependant, les tensions ont vite augmenté. Dans les bidonvilles de Vienne, le cri était : « Battez les Juifs à mort ! », accompagné d'actes de violence individuels. Néanmoins, la constitution de Pillersdorf apporte finalement la pleine égalité aux Juifs en termes de droits civils et de liberté religieuse en Autriche. La restauration renverse en partie cette situation : en 1851, les fonctionnaires juifs doivent prêter serment d'allégeance à l'État ; en 1853, il est à nouveau interdit aux Juifs d'acquérir des biens, et en 1855 les professions de notaire et d'enseignement leur sont interdites. 
En 1867, l'empereur François-Joseph accorde aux juifs l'égalité des droits dans la foulée du compromis austro-hongrois. Dès lors, une bourgeoisie juive assimilée se développe contribuant fortement à la vie culturelle, économique et scientifique autrichienne. En 1900, Vienne, grâce à la présence de ses élites juives, peut apparaitre selon les mots de Walter Benjamin comme « la capitale du XXe siècle ». 
Pourtant, au moment même de la Sécession viennoise, se développent les nouvelles formes de l'antisémitisme nourries par la longue crise qui commence en 1870. Deux mouvements se distinguent : le Christlichsociale, influencé par l'antijudaïsme religieux, et l'Alldeutschen, un mouvement pangermaniste. Hitler, qui séjourne à Vienne de 1907 à 1913, sera fortement influencé par ces deux mouvements. Selon Kershaw, « Vienne est l'une des villes européennes où l'antisémitisme était plus virulent ».
La mouvement de la Téhia (1880-1920) tire le bilan de la Haskala, de la montée de l'antisémitisme en Europe et des pogroms. 
Il aspire à un nationalisme juif, imitant le nationalisme européen du XIXe siècle, son exaltation du peuple et de l'esprit national, revendiquant contre la tentation de l'assimilation une autonomie culturelle juive (en diapora(s)), sans ignorer l'essor du sionisme.
Avec la loi sur les Israélites de 1890 - qui est toujours en vigueur aujourd'hui (loi du 21 mars 1890 concernant la réglementation des relations juridiques externes de la société religieuse israélite, modifiée en dernier lieu par la Gazette fédérale n° 505/1994), -, une loi est créée qui définit la relation des différentes communautés religieuses à l'État sur une base juridique uniforme.

De nombreux artistes et scientifiques importants d'origine juive ont enrichi la vie intellectuelle autrichienne : Alfred Adler, Peter Altenberg, Leo Ascher , Róbert Bárány, Martin Buber, Edmund Eysler, Leo Fall, Sigmund Freud, Alfred Fried, Karl Goldmark, Hugo von Hofmannsthal, Emmerich Kálmán, Karl Kraus, Karl Landsteiner, Robert von Lieben, Gustav Mahler, Adam Politzer, Arthur Schnitzler, Arnold Schönberg, Eduard Suess et autres. Le mécénat des Juifs joue un rôle important dans la promotion de la vie culturelle, intellectuelle et sociale .

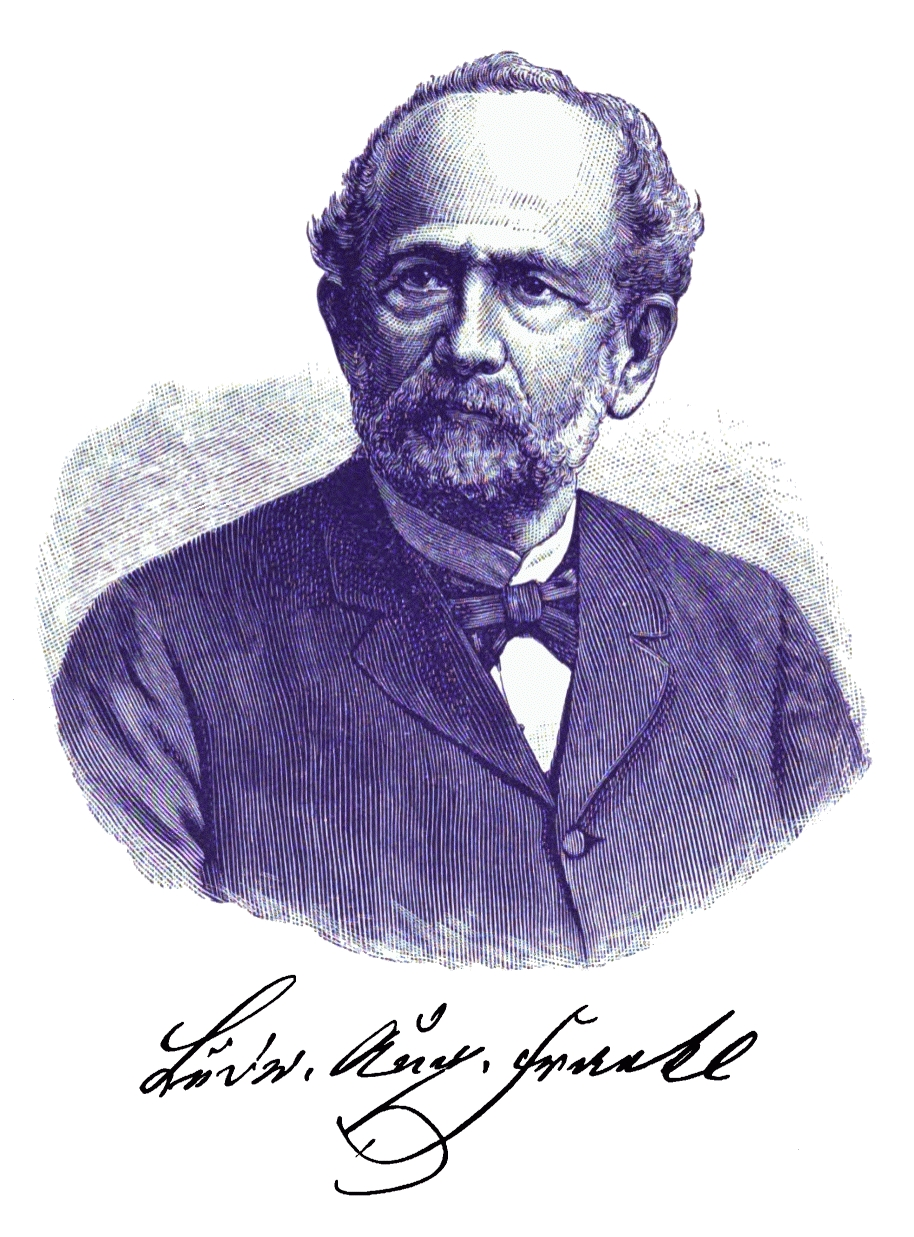
Ludwig August Frankl von Hochwart
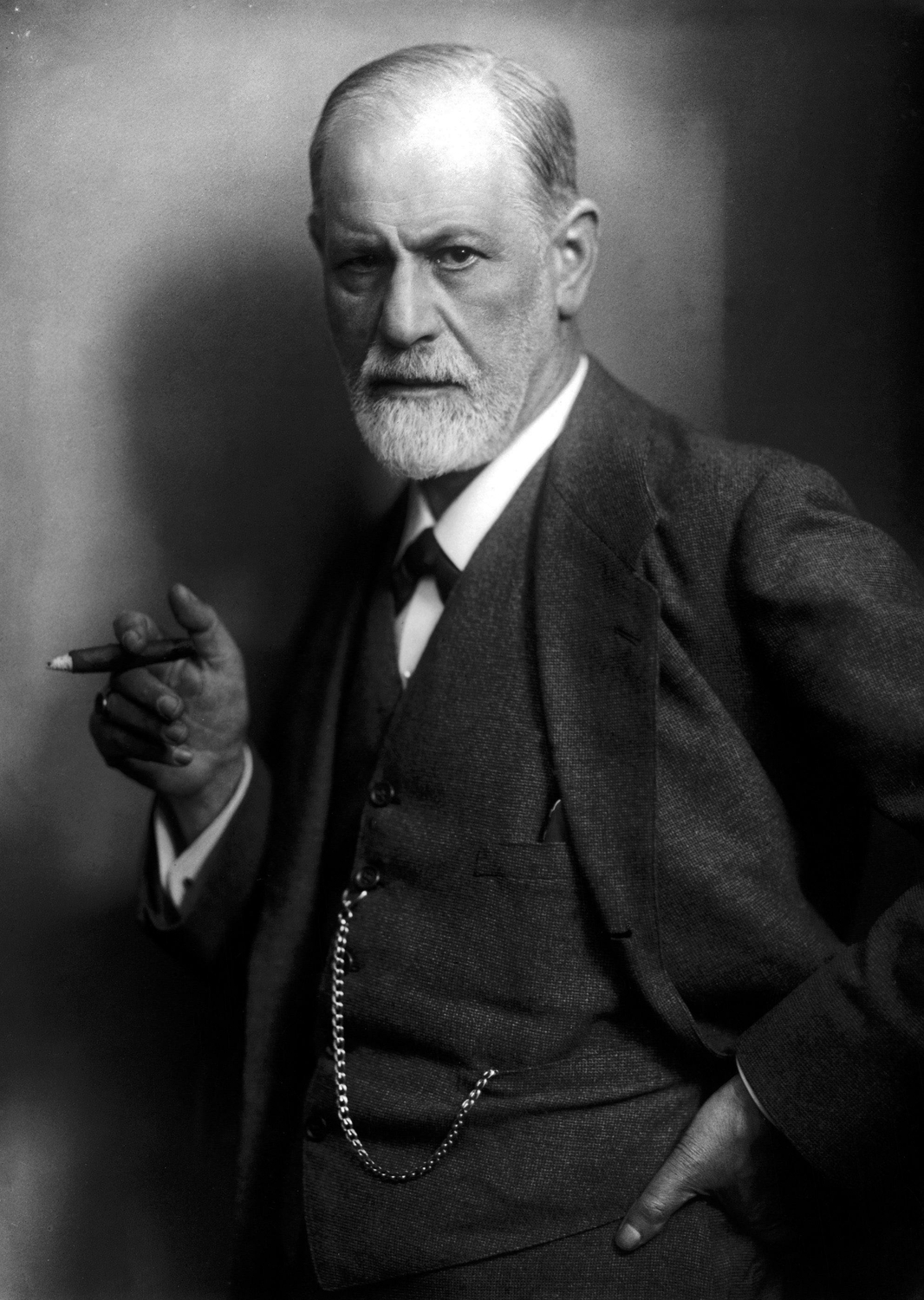
Sigmund Freud.
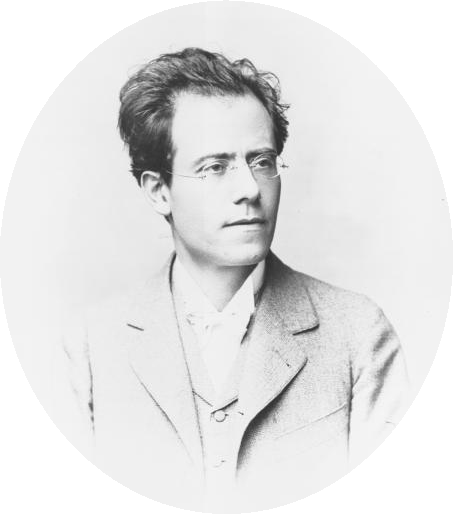
Gustav Mahler.
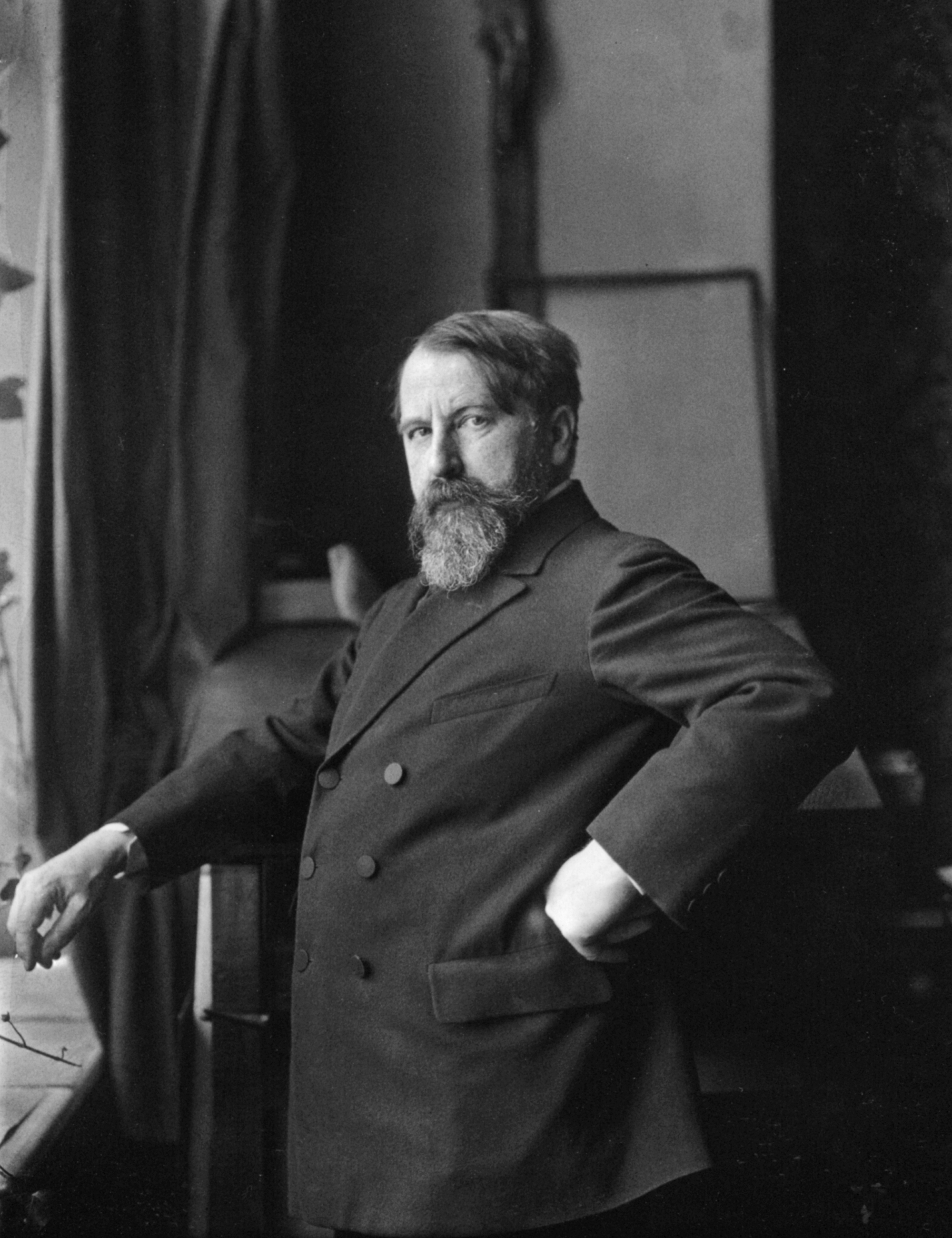
Arthur Schnitzler.
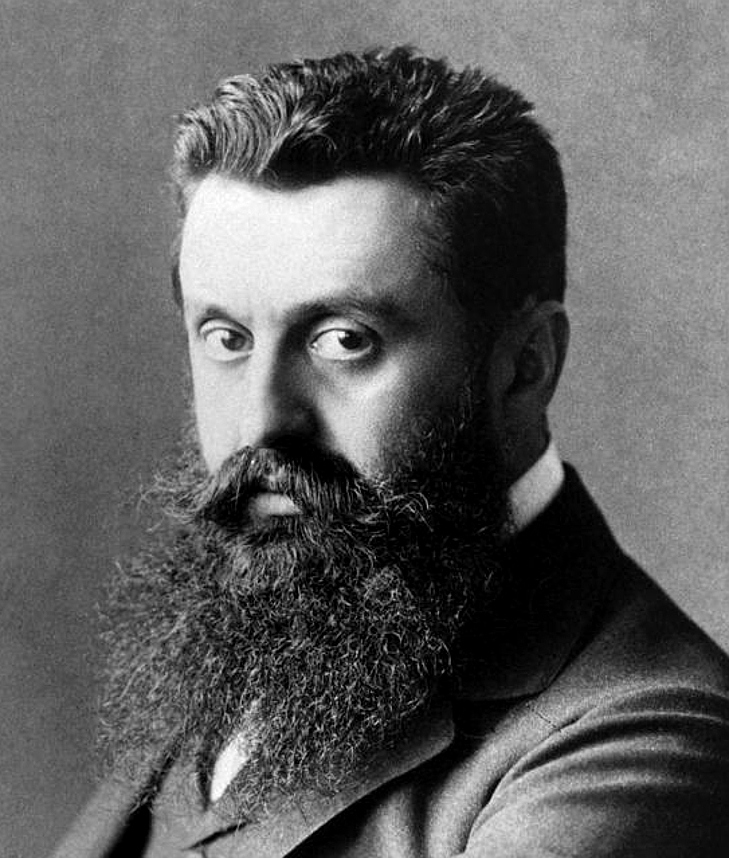
Theodor Herzl
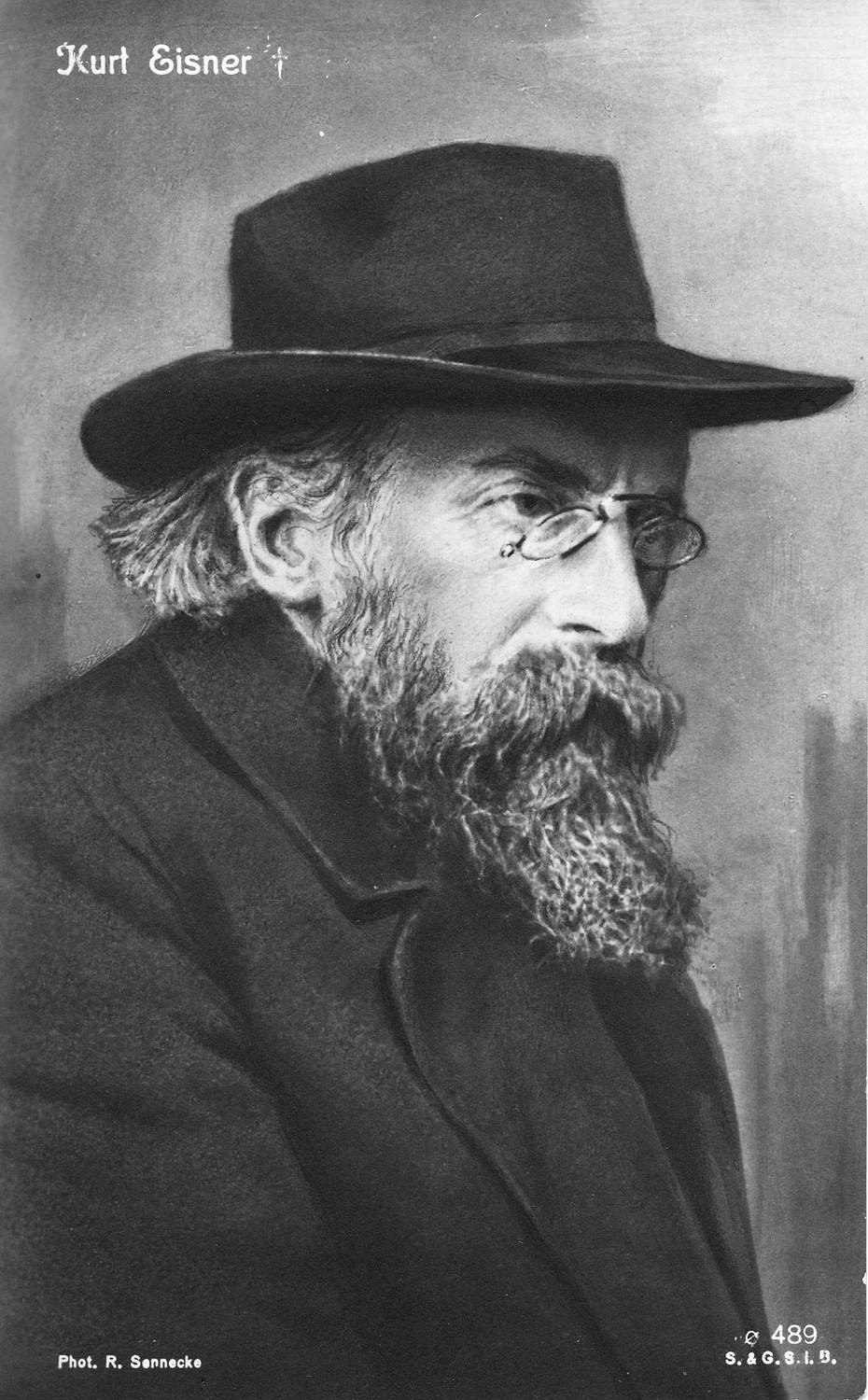
Kurt Eisner.
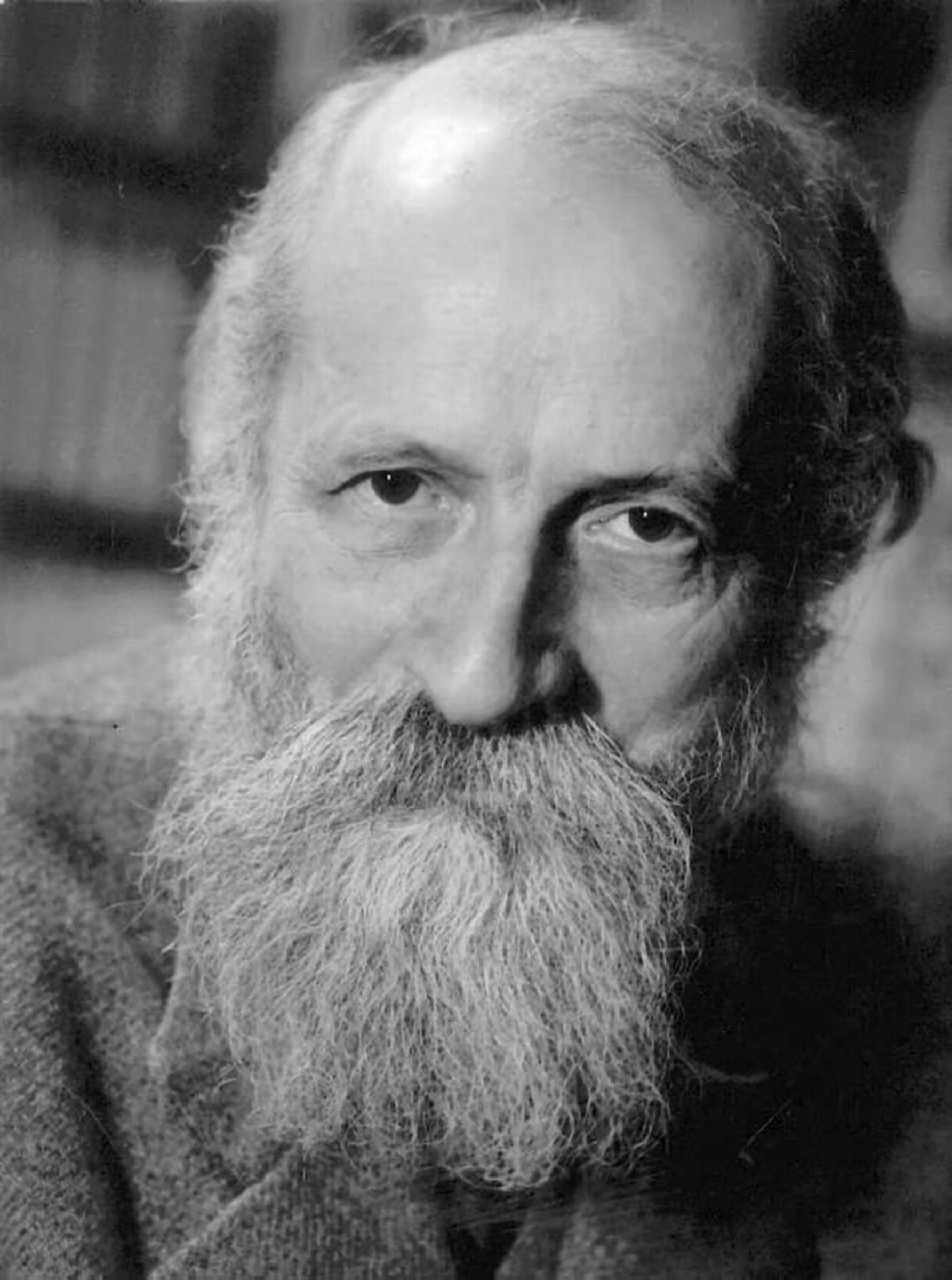
Martin Buber

### Débuts duXXesiècle

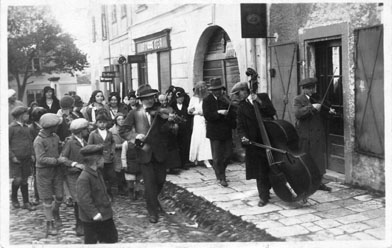
Mariée portant un voile traditionnel, conduite à la synagogue par la famille et des musiciens pour son mariage, Eisenstadt.

Après la Première Guerre mondiale et la naissance de la république d'Autriche  qui consacre la disparition de l'Empire austro-hongrois, 201 513 juifs vivent à Vienne.

## De la naissance de la République d'Autriche à l'Anschluss

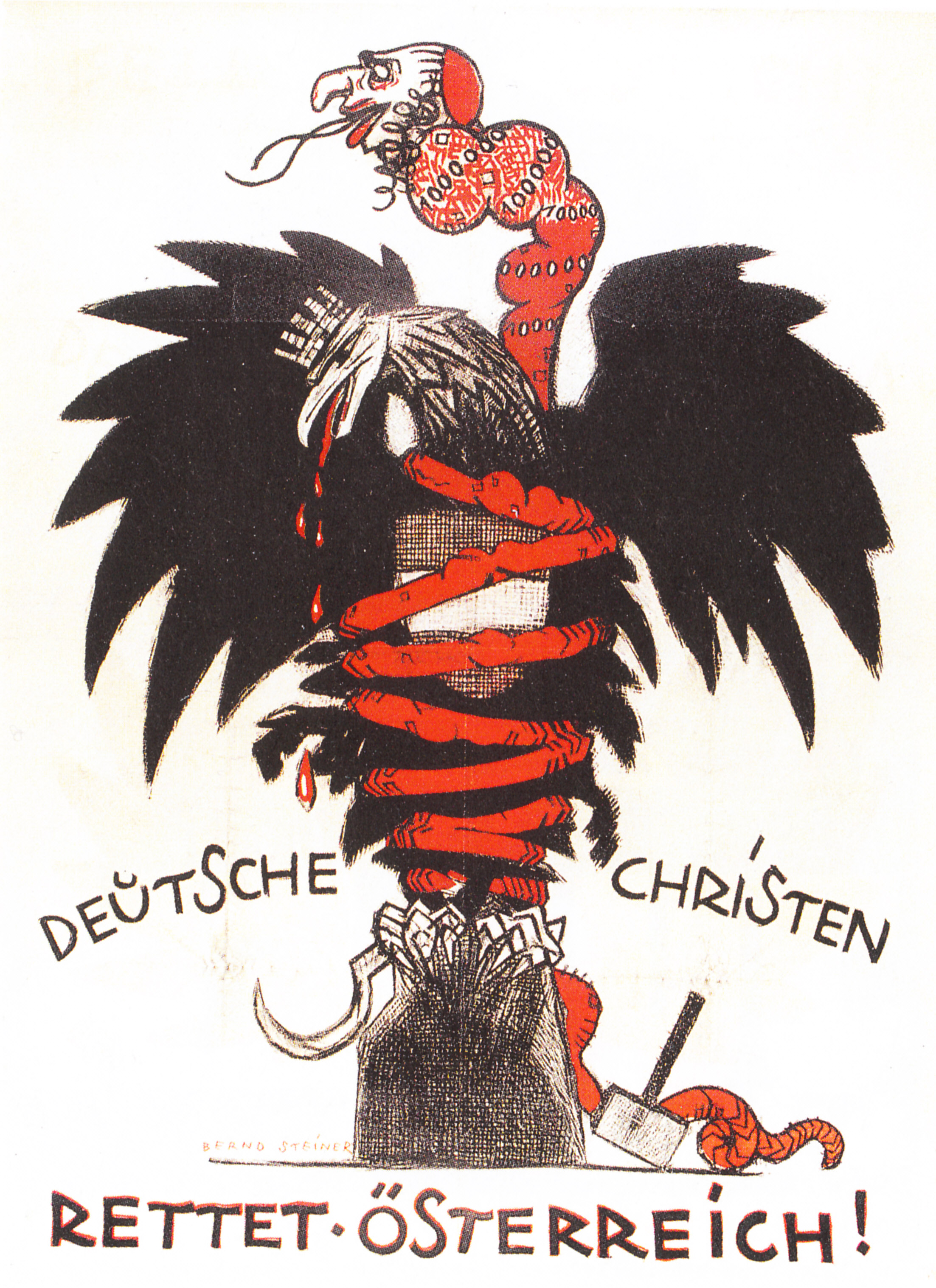
Affiche électorale à travers une caricature antisémite du Parti chrétien-social (CSP) lors d'élections en 1920

Après 1918, les sociaux-démocrates dominent la vie politique. Malgré l'antisémitisme ambiant, aucune mesure anti-juive n'est prise. 
Dans les années 1930, on compte quelque 200 000 juifs vivant en Autriche (recensement 1934: 191.481), principalement à Vienne (1934: 176 034). En 1934, un régime autoritaire est installé en Autriche. Le nombre de juifs dans les secteurs bancaire, judiciaire et médical diminue. 

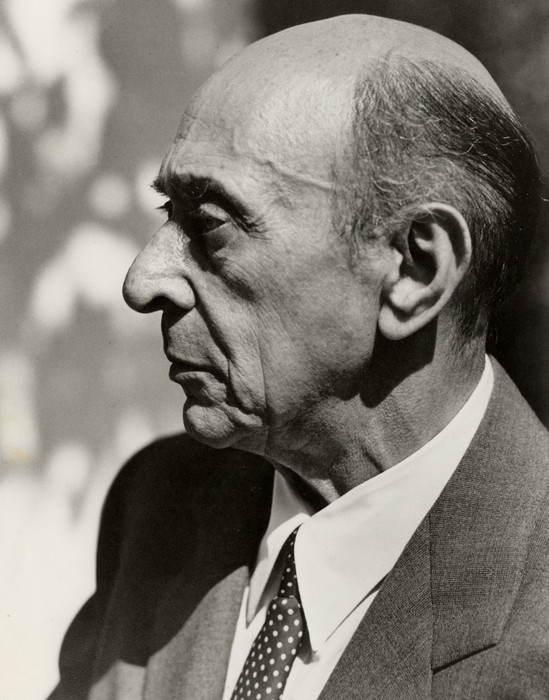
Arnold Schoenberg.
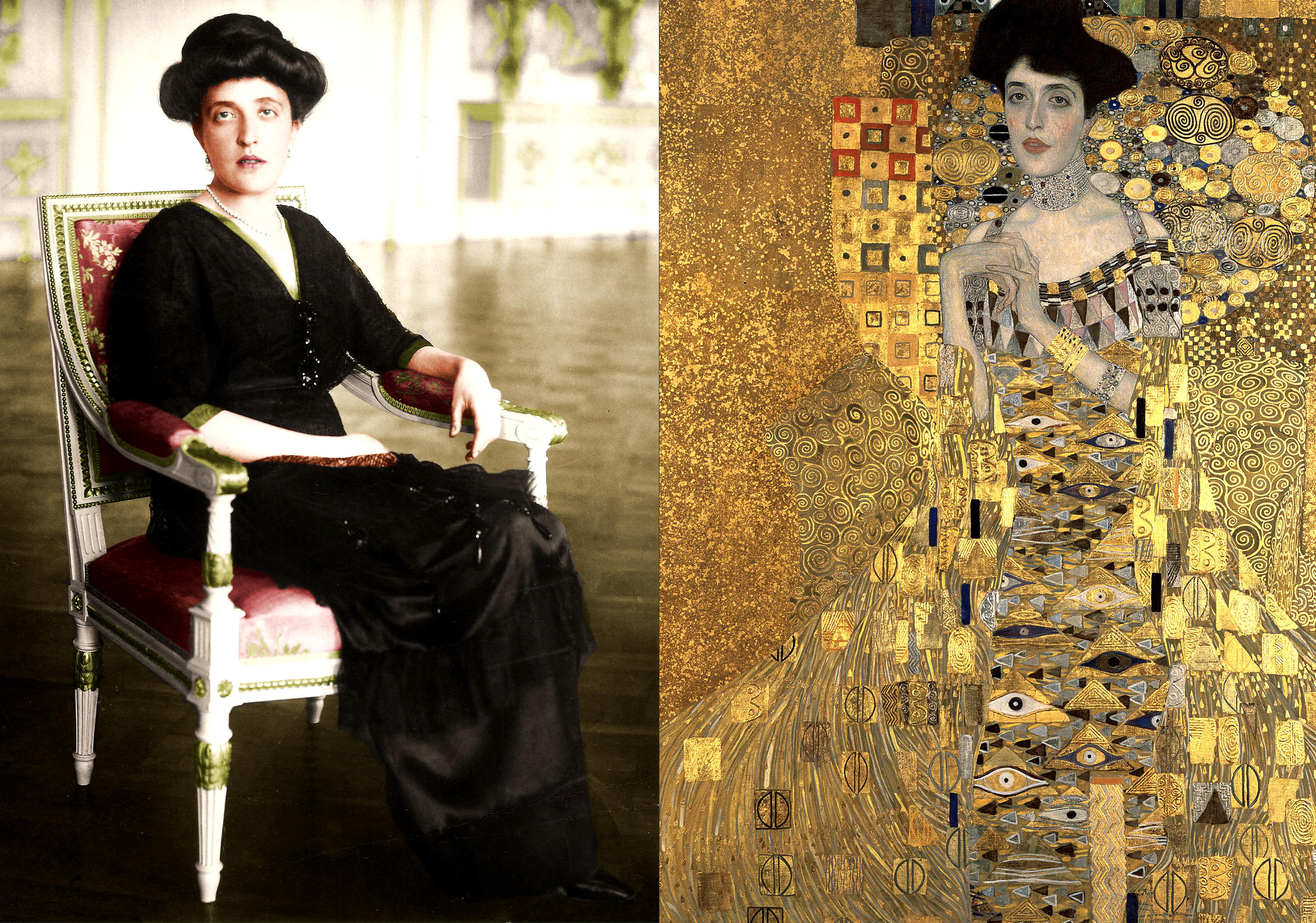
Adele Bloch-Bauer et son portrait par Gustav Klimt.
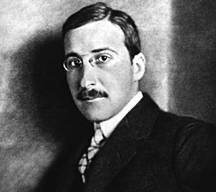
Stefan Zweig.
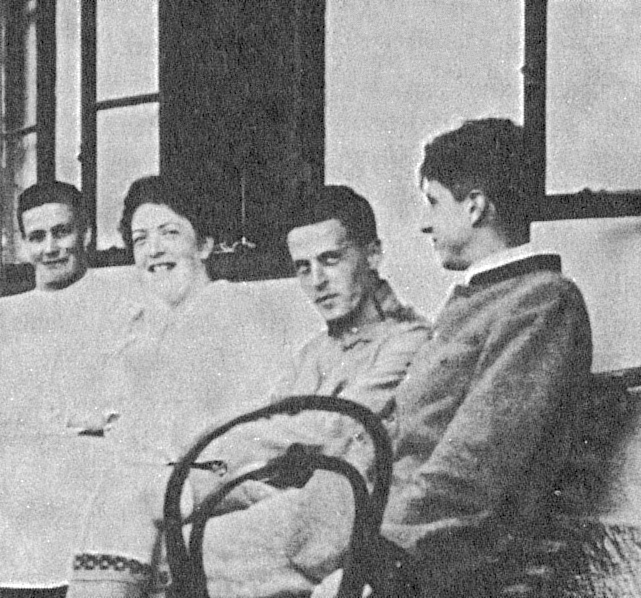
Ludwig Wittgenstein.

Dans l'Entre-deux-guerres, après un siècle d'efforts fructueux d'émancipation des Juifs, des émeutes antisémites (destruction d'un célèbre café dans la Taborstrasse en 1929, attaque d'une salle de prière dans le Café Sperlhof dans lequel ceux qui priaient sont battus et l'institution détruite en 1932...) alimentées par le Parti chrétien-social, les nationalistes allemands et les nazis se multiplient.

## Les Juifs autrichiens durant le Troisième Reich

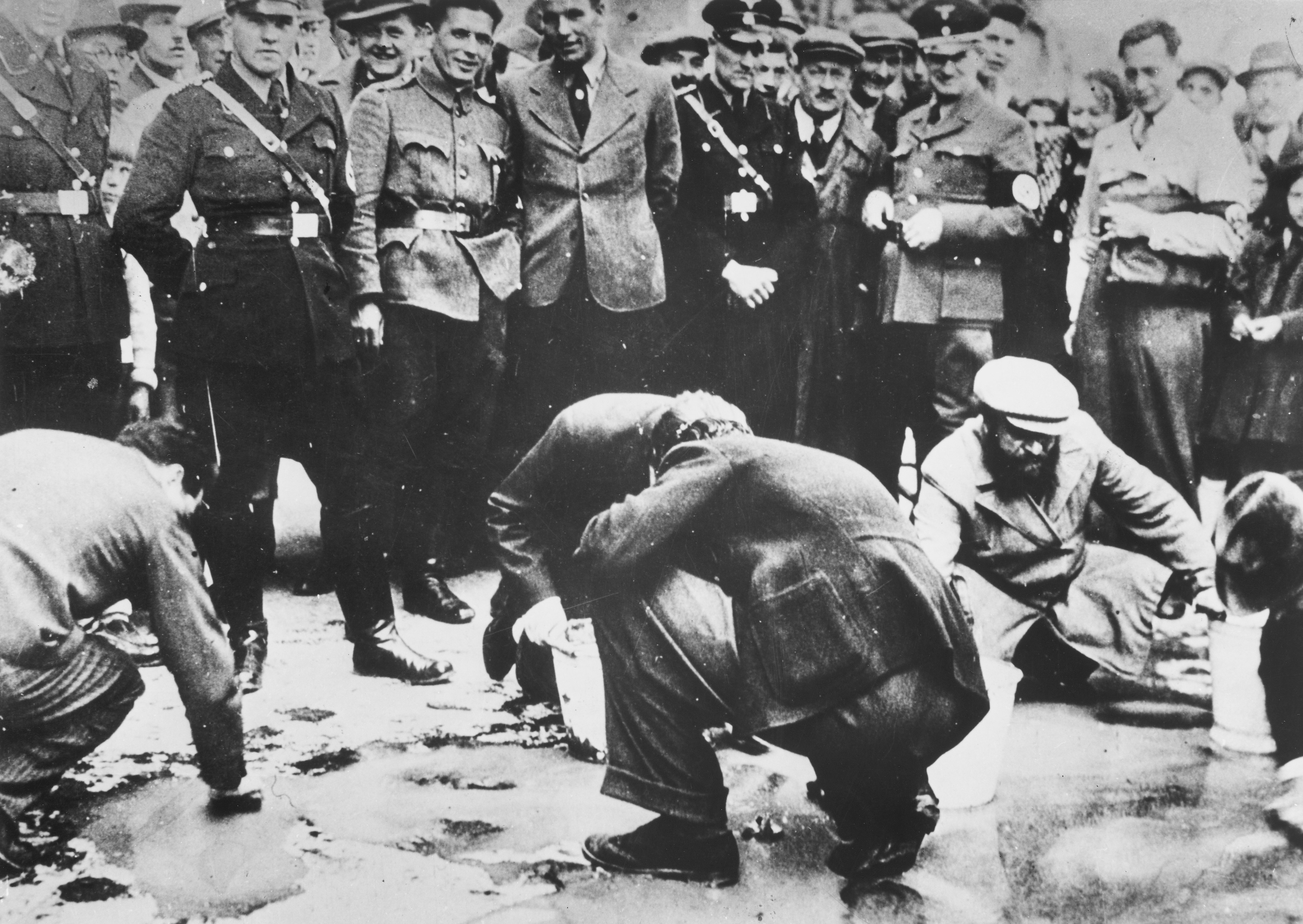
Nazis et résidents autrichiens regardant des Juifs forcés à nettoyer les trottoirs de Vienne, mars-avril 1938

À la suite de l'Anschluss avec l'Allemagne nazie, le 12 mars 1938, l'antisémitisme explose. De nombreux commerces juifs sont pillés. les scènes d'humiliation publique sont fréquentes. Ruth Maier raconte dans son journal:  
« Même si... les Juifs ne jouissaient pas tout à fait des mêmes droits que le reste de la population , les Juifs occupaient cependant une place décente. Désormais ils sont ravalés au rang d'animaux, de porcs, de non humains. » .  
Les lois antisémites en vigueur dans le Reich s'appliquent désormais à l'Autriche. Maier raconte encore les violences subies par les Juifs: « La rue est déserte. Un jeune Juif bien vêtu, arrive au coin. Deux SS surgissent. L'un, puis l'autre, donne une gifle au juif qui vacille, se tient la tête et poursuit son chemin. » 

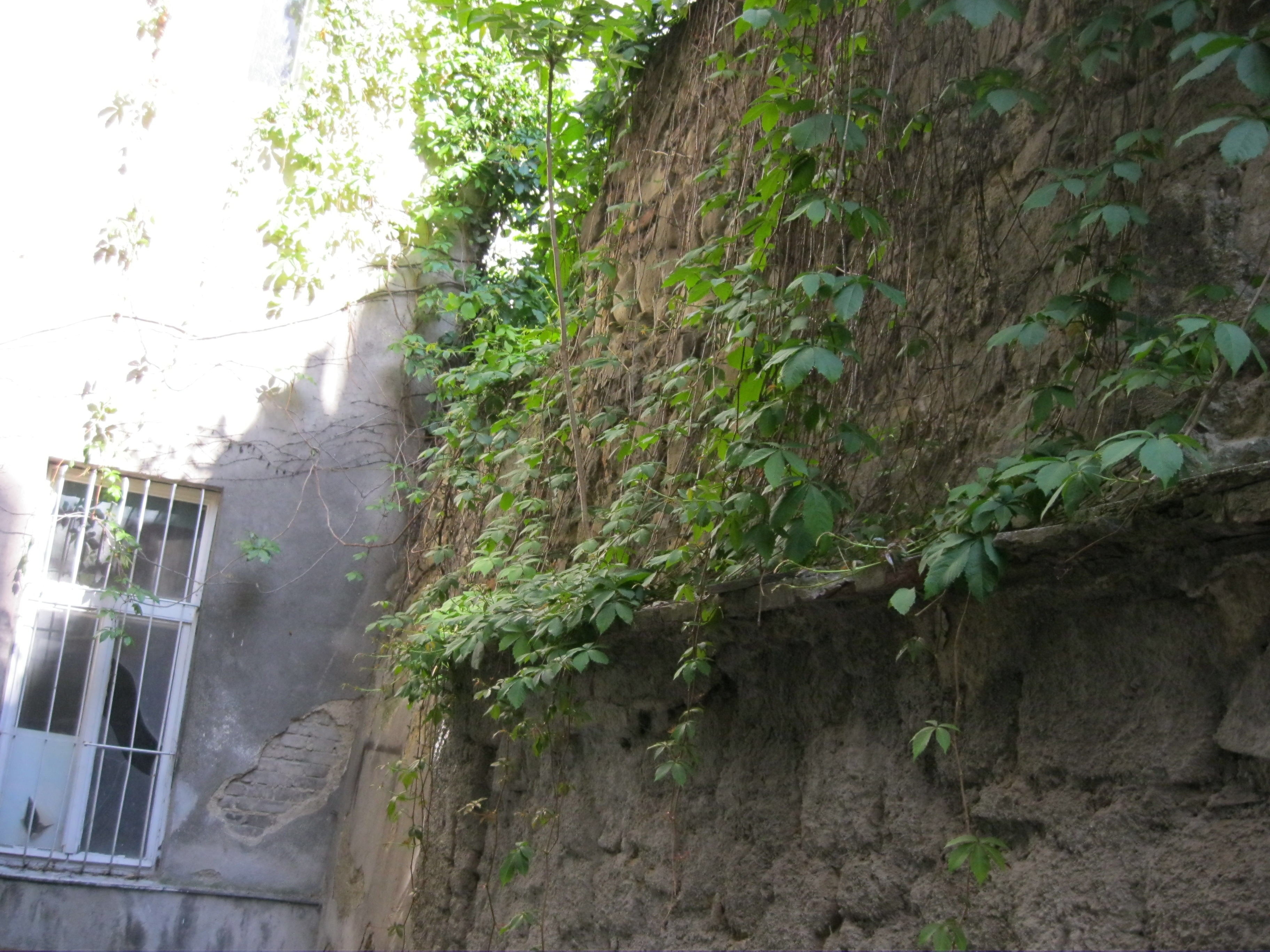
Derniers vestiges du mur du ghetto de Vienne, qui séparait l'ancien couvent des Carmélites du ghetto juif. Classé aujourd'hui monument historique.

"L’Autriche devient le laboratoire de la politique antisémite" du Reich : les nazis y développent la politique des aryanisations forcées mais aussi l'émigration forcée. 
En aout 1938, Adolf Eichmann crée la centrale pour l'émigration juive, la Zentralstelle für Jüdische Auswanderng in Wien. Elle prévoit de dépouiller de leurs biens les Juifs avant leur départ. En mai 1939, la moitié des juifs d’Autriche a quitté le pays, les deux tiers en septembre 1939. En tout, 130 000 personnes sont concernées. le modèle est copié en Allemagne après la nuit de cristal puis en Bohème-Moravie. 

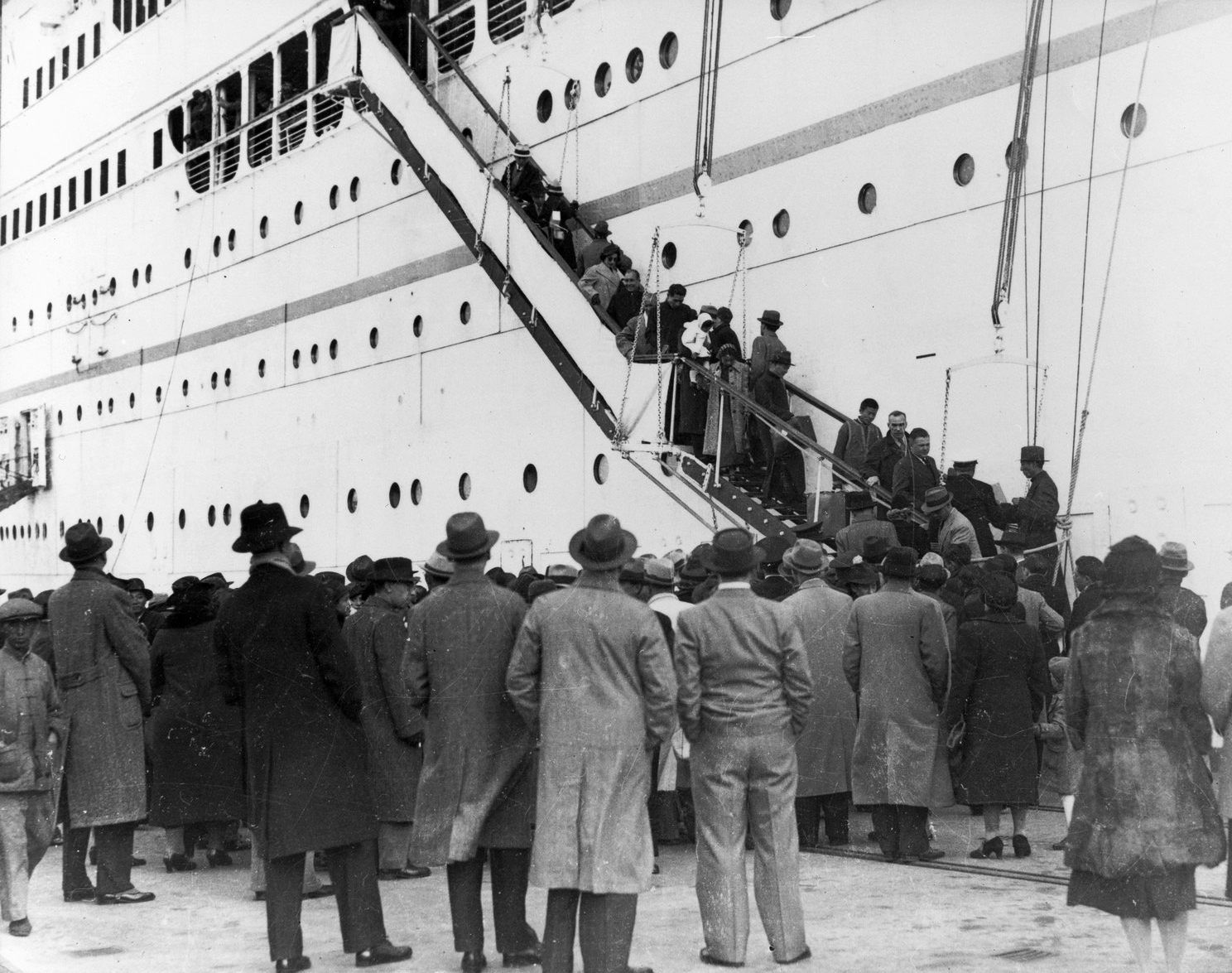
Arrivée de réfugiés juifs d'Autriche à Shanghai, 1938

Avec la guerre, l'émigration devient difficile. Dans un premier temps, Eichmann envoie 1 584 juifs autrichiens dans les environs de Lublin mais l'opération est interrompue par Himmler. en février 1941, les déportations reprennent. Elles concernent 5031 personnes. Mais les préparatifs de l'invasion de l'URSS interrompent le processus. Après les succès de l'opération Barbarossa, les Juifs autrichiens sont de nouveau déportés à Lódz, Riga, Minsk ou encore Theresienstadt (plus de 15 000 personnes). En tout, près de 49 000 Juifs sont déportés. Seul 2162 survivront. 
65 500 des 191 481 juifs Autrichiens et  à peu près 25 000 mischlings sont assassinés par les nazis – on connait les noms de 62 000 d'entre eux. Tous les autres (130 000–155 000) se réfugient à l'étranger où survivent en se cachant,. Entre 2 000 et 5 000 survivent à la Shoah en Autriche ou dans les KZs.

## Après la Shoah
À la chute du Rideau de fer, un nouveau flux de Juifs arrive en provenance de l'ancienne Union soviétique. La population juive autrichienne est estimée actuellement autour de 8 140 personnes (recensement 2001), essentiellement à Vienne (2001: 7 000). Des estimations évoquent le chiffre de 15 000 (Ariel Muzicant, le chef de l'Israelitische Kultusgemeinde (IKG) de Vienne) à 20 000 juifs en Autriche actuellement (2007/2008).
Aujourd'hui encore, le deuxième arrondissement de Vienne, Leopoldstadt, reste un centre de la vie juive à Vienne. La proportion de personnes de confession juive dans la population du quartier est supérieure à la moyenne : 3,1%. Entre autres choses, il y a huit synagogues ashkénazes et trois synagogues ou maisons de prière séfarades, sept établissements d'enseignement juifs, plusieurs épiceries et restaurants casher dans ce quartier,.

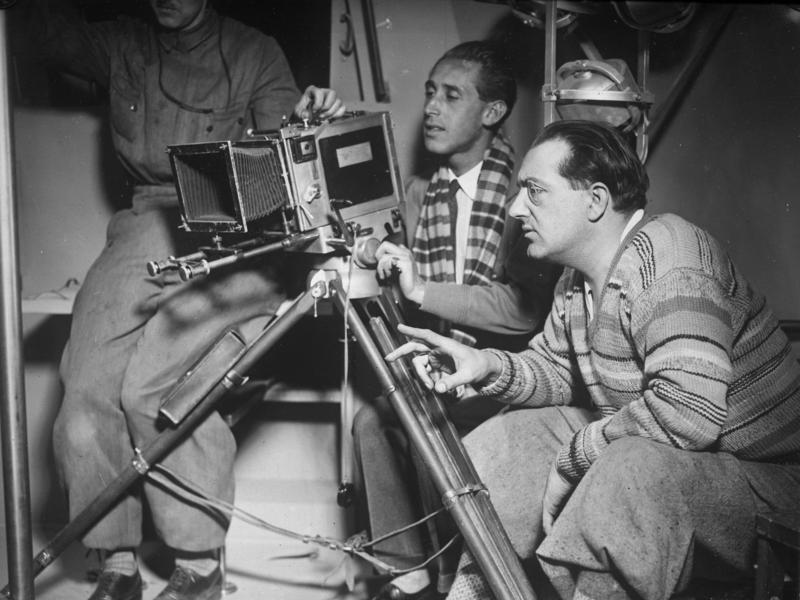
Fritz Lang.
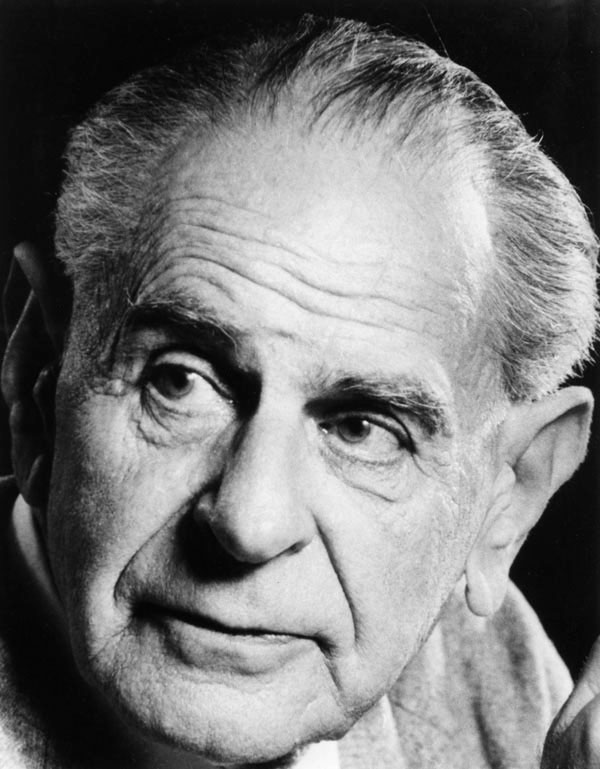
Karl Popper.
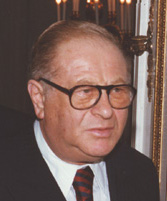
Bruno Kreisky.
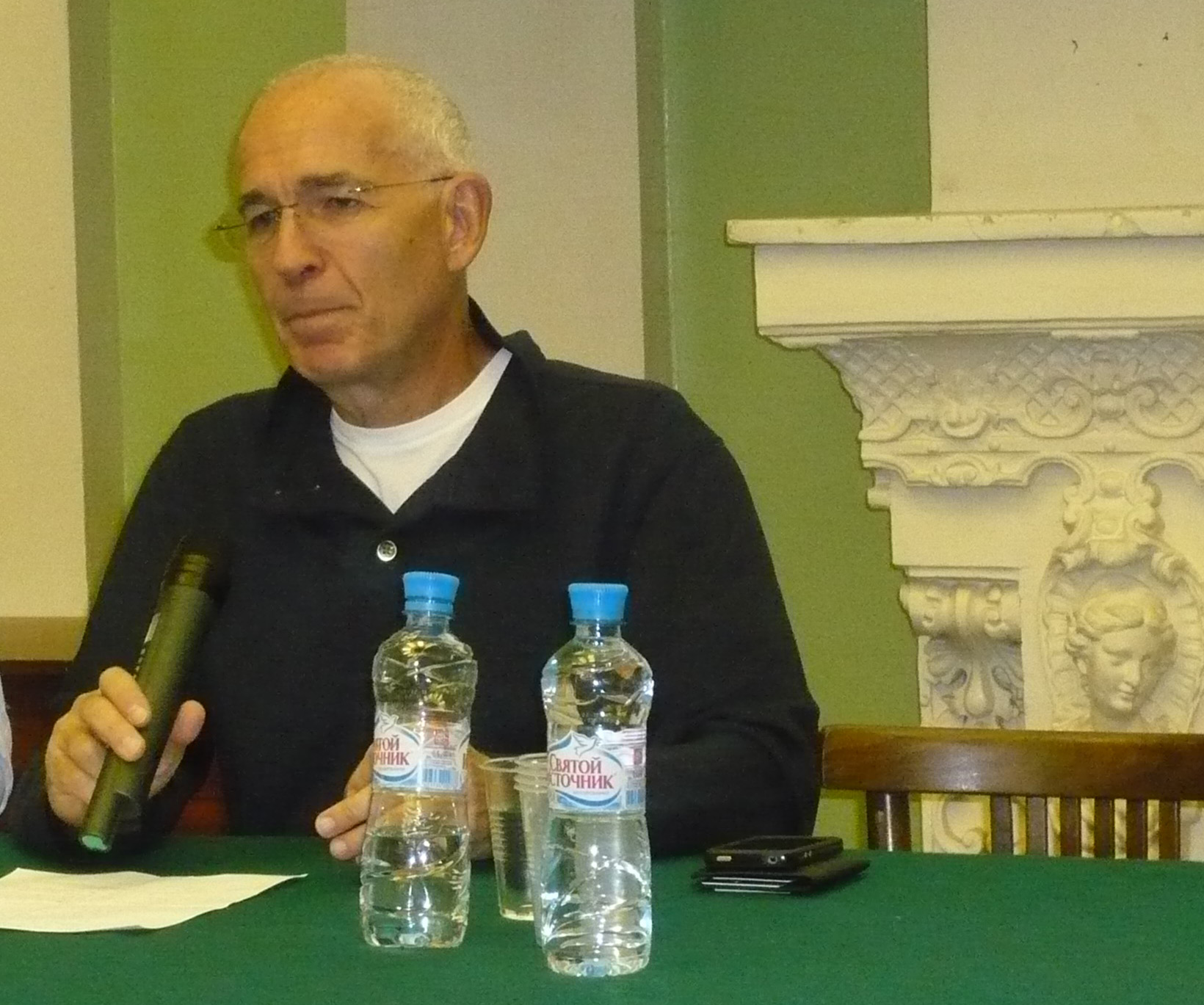
Peter Sichrovsky.
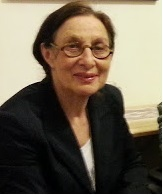
Eveline Goodman-Thau (1re femme rabbin en Autriche)

Le social-démocrate Bruno Kreisky devient Chancelier de 1970 à 1979. Peter Sichrovsky devient député européen sous la bannière du Parti de la liberté d'Autriche de Jörg Haider et dévoile en 2005 qu'il a travaillé comme agent du Mossad, les services secrets israéliens, de 1997 jusqu'en 2002.
En 1972, le Centre Maimonides, maison de retraite juive de Vienne, est agrandi sur le site du pensionnat pour jeunes filles exproprié en 1942. En 1980, une école primaire juive est rétablie, plus tard augmenté d'un lycée. À l'automne 2008, une école Zwi Perez Chajes déménage de Castellezgasse à Simon-Wiesenthal-Gasse à côté du Prater. Cette école fait partie d'un complexe composé d'un jardin d'enfants, d'une école primaire et d'un lycée juifs pour environ 600 enfants et est située près de SC Hakoah qui a rouvert en mars 2008, aussi un centre sportif, un centre d'enseignement et une maison de retraite (campus ZPC).  La communauté libérale d'Or Chadasch existe depuis 1990. 
L'immigration de personnes juives en provenance du territoire de l'ex-Union soviétique, débutée en 1991, renforce la communauté autrichienne numériquement faible. En 1989, l'Institut juif pour l'éducation des adultes est créé. Le Sefardische Zentrum Tempelgasse ouvre officiellement ses portes en 1992,  et en 1993, à l'initiative d'Helmut Zilk, celles du Musée juif de Vienne. En 1994, le« Centre psychosocial » ESRA (allemand « Aide ») s'ouvre. En 1997, le mémorial du pogrom est érigé sur la Landhausplatz d'Innsbruck pour commémorer les victimes des pogroms de novembre 1938.

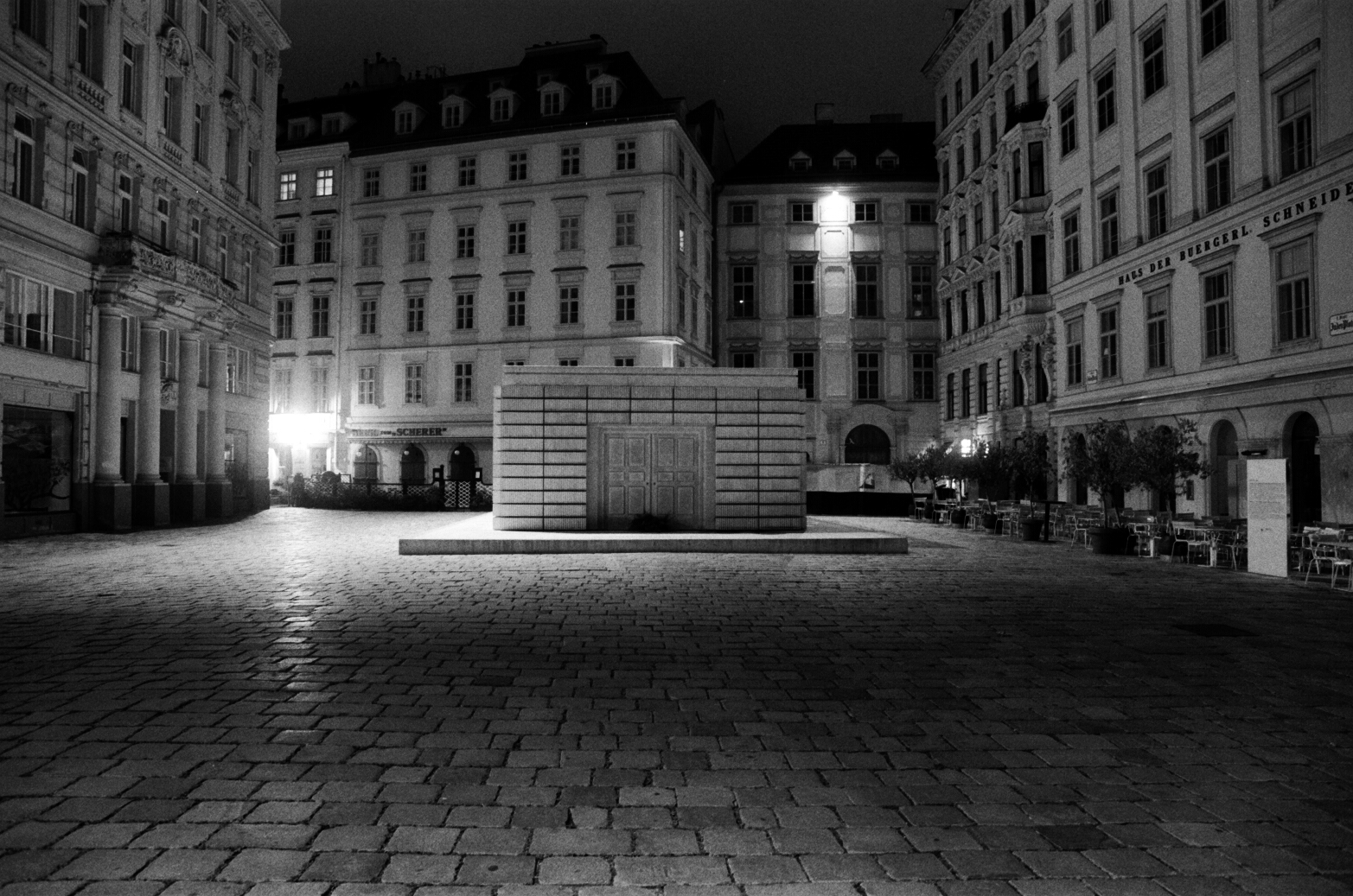
La Judenplatz et son mémorial de la Shoah

La fondation Lauder Chabad ouvre la Jewish Pedagogical Academy for Teacher Education (PÄDAK) en 1997, un centre scolaire près d' Augarten ( Lauder Chabad Campus) en 1999  et en 2003, la Lauder Business School, première école juive d'histoire autrichienne, à Dobling. En 1998, l'Institut d'histoire juive en Autriche (INJOEST) à St. Pölten est fondé en coopération avec l'Université de Vienne et le Centre juif de formation professionnelle (JBBZ) ; une académie complète de formation professionnelle pour les immigrés, unique en Europe, est créée, suivie en 2000 par le musée juif de Judenplatz. Aujourd'hui,  il existe également l'institut de formation des enseignants orthodoxe, l'Académie de Vienne pour les études rabbiniques supérieures et une école talmudique ultra-orthodoxe Machsike Hadass (également pour les filles).
En 2000, le mémorial de l'Holocauste conçu par Rachel Whiteread sur la Judenplatz est dévoilé. En août 2006, des pierres d'achoppement sont posées pour la première fois à Mödling pour des victimes autrichiennes de la Shoah ; les années suivantes, plusieurs centaines de pierres d'achoppement sont posées à Salzbourg, Graz, Wiener Neustadt, Neunkirchen, Klagenfurt, Hohenems, Hallein et d'autres endroits.
Les incidents antisémites ont été multipliés par deux en Autriche entre 2014 et 2018 ; 24 % d'entre eux sont imputés à des militants d'extrême droite et 10 % à des islamistes. Le Parti de la liberté d'Autriche (FPÖ) est l'objet de critique pour son positionnement jugé ambigu sur l'antisémitisme et le négationnisme.
En 2020, il est annoncé que les descendants de Viennois déplacés, réfugiés ou assassinés pourraient acquérir la nationalité autrichienne sans procédure compliquée, simplement en se signalant. 

## Galerie

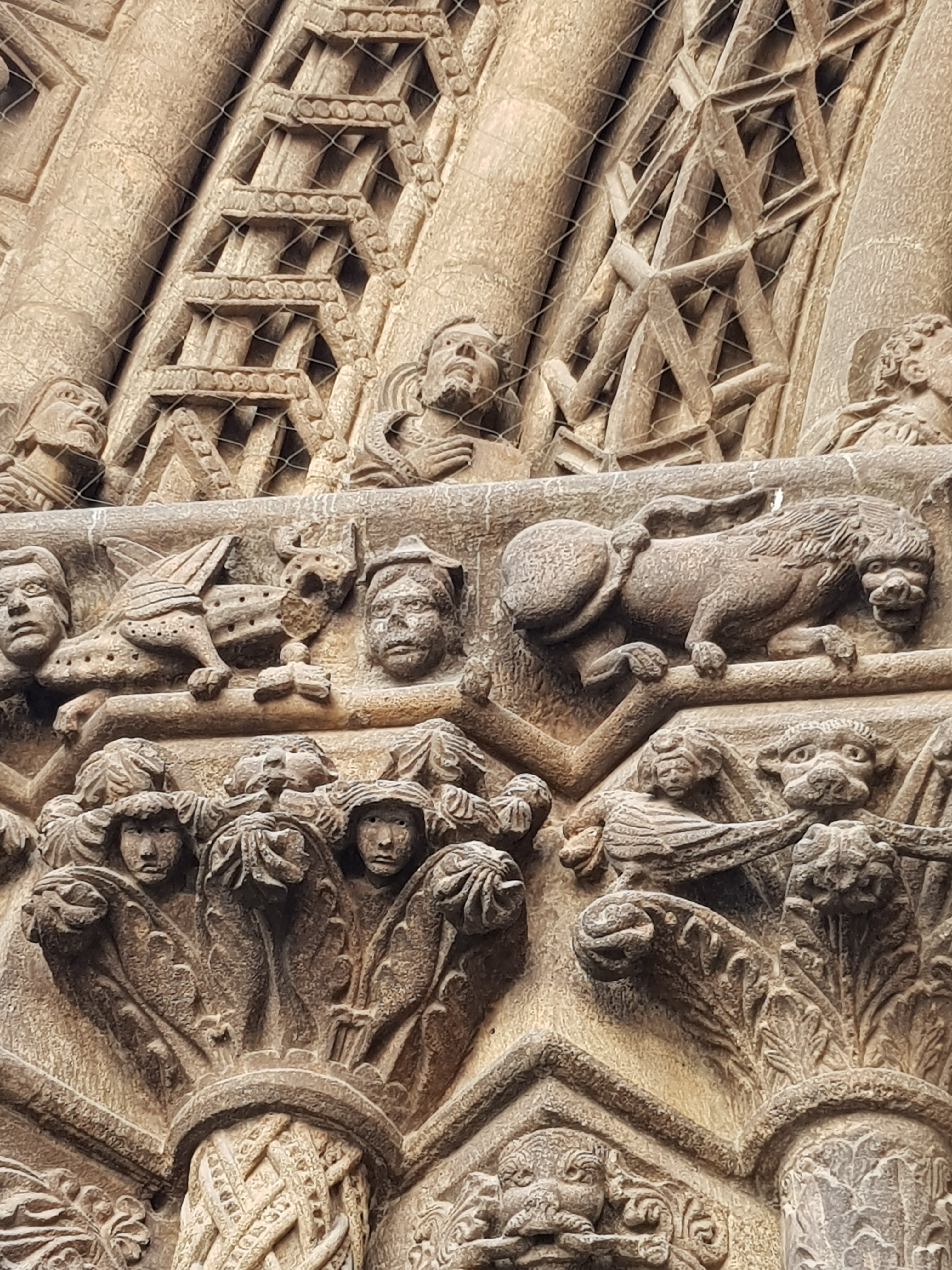
Le juif, reconnaissable à son chapeau (judenhut), est situé entre un dragon, un lion et autres êtres magiques, à la cathédrale Saint-Étienne de Vienne.

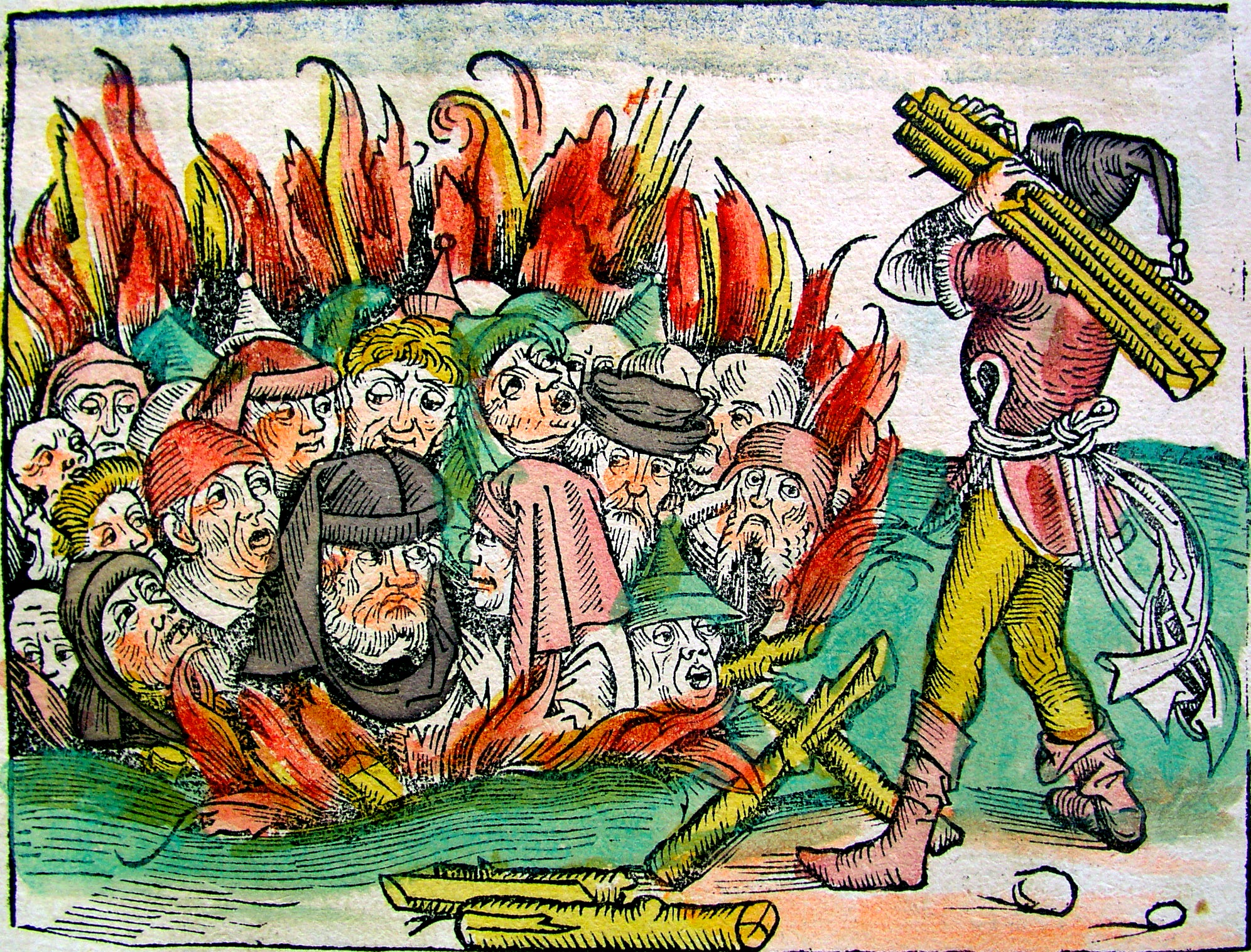
Représentation de la mise au bûcher des Juifs de la Schedel Chronicle de 1493
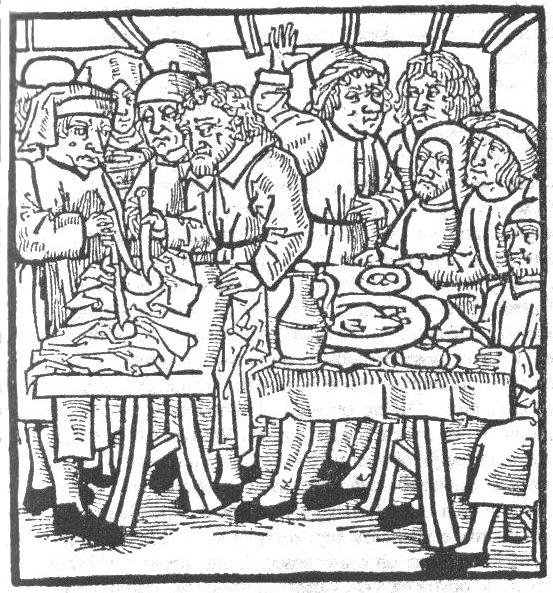
Motif anti-juif, censé représenter les Juifs lors d'une profanation d'l'hostie, vers 1492.
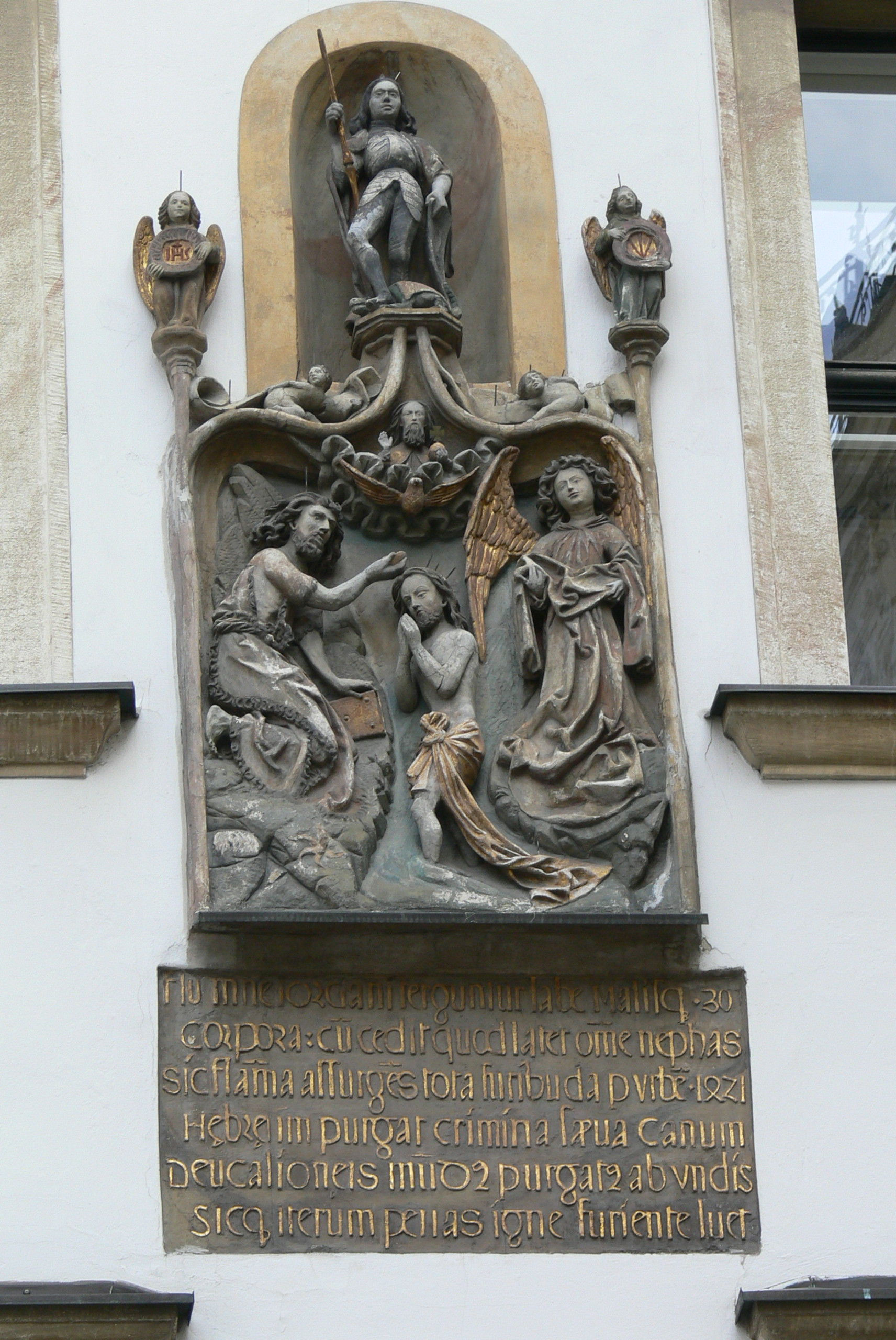
Dans la maison Zum Großer Jordan (Judenplatz de Vienne), figure encore une sculpture tendancieuse avec une inscription antisémite, probablement été placée après l'expulsion des Juifs.
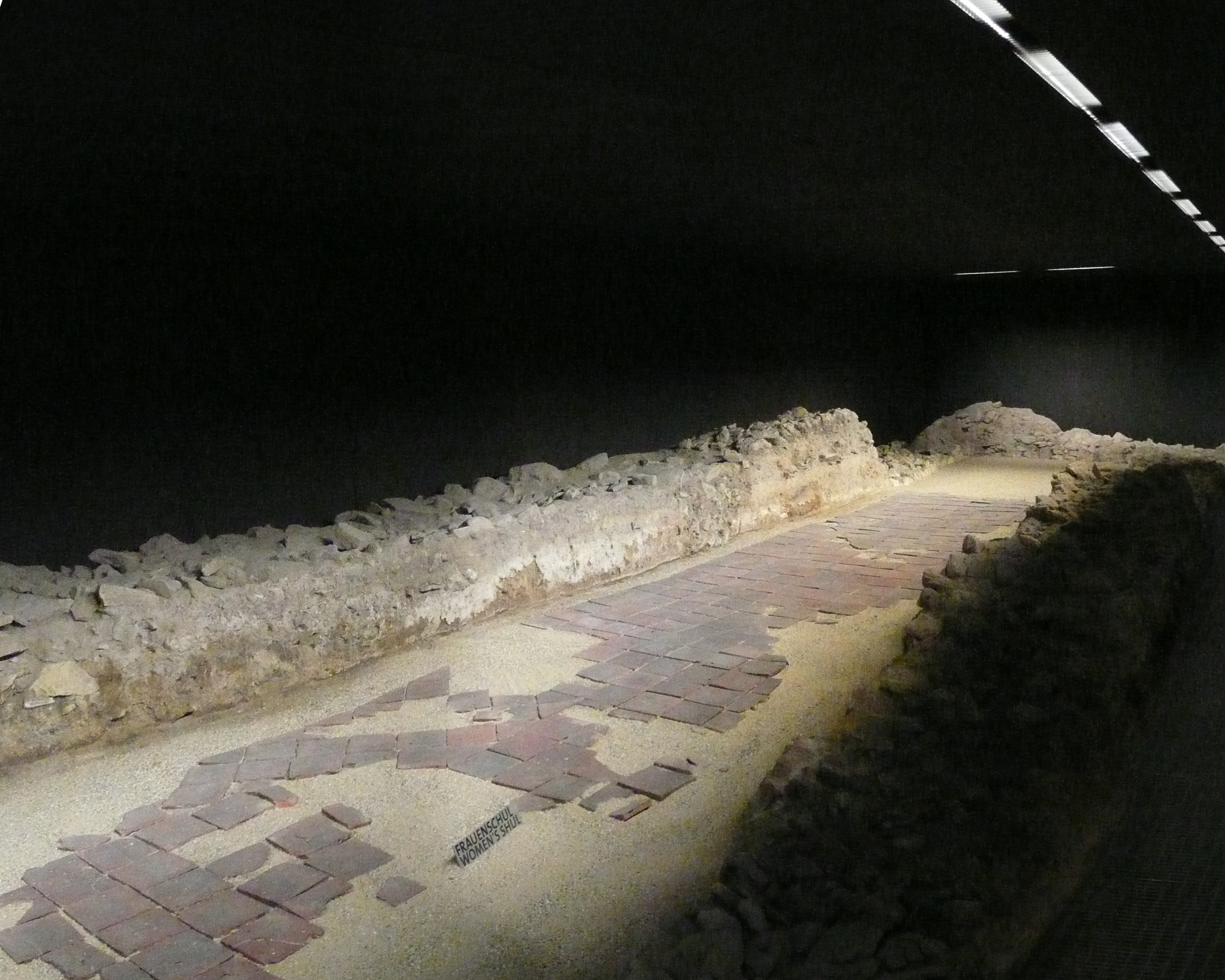
Ruines ou restes de la synagogue détruite sur la Judenplatz de Vienne en 1420-21